# Glossar zur historischen Phonologie des Chinesischen
Dies ist ein Glossar zur historischen Phonologie des Chinesischen.
Das Glossar ist im steten Aufbau begriffen. Sein Schwerpunkt liegt auf den Bereichen der historischen Phonologie und Phonetik, den bedeutenden Schriften und Werken (wie z. B. Qieyun und Guangyun) und ihren chinesischen Verfassern (wie sie beispielsweise im Zhongguo yuyanxue yaoji jieti aufgeführt werden), außerdem werden Sachbegriffe aufgeführt und kurz erläutert. In geringerem Umfang werden auch um die beiden Fächer verdiente westliche Gelehrte aufgeführt, wie z. B. der schwedische Gelehrte Bernhard Karlgren (GSR) oder der Österreicher Arthur von Rosthorn. Zu weiteren biographischen oder sonstigen sachdienlichen Informationen siehe die jeweiligen verlinkten Hauptartikel. Die Angaben erfolgen in der chinesischen Lateinumschrift (bei einzelnen (Sach)Begriffen auch mit Angabe der Töne), chinesischen Schriftzeichen (in einigen Fällen zusätzlich mit nachgestellter Angabe der traditionellen Zeichen) sowie weiteren Erläuterungen (in verschiedenem Umfang).
Die Lautlehre des Chinesischen lässt sich auf zwei Haupttraditionen zurückführen: die eine beginnt mit dem Qieyun von 601, die andere mit dem Zhongyuan yinyun von 1324. Die erste markiert den Beginn des Mittelchinesischen, die zweite den Beginn des Altmandarin.

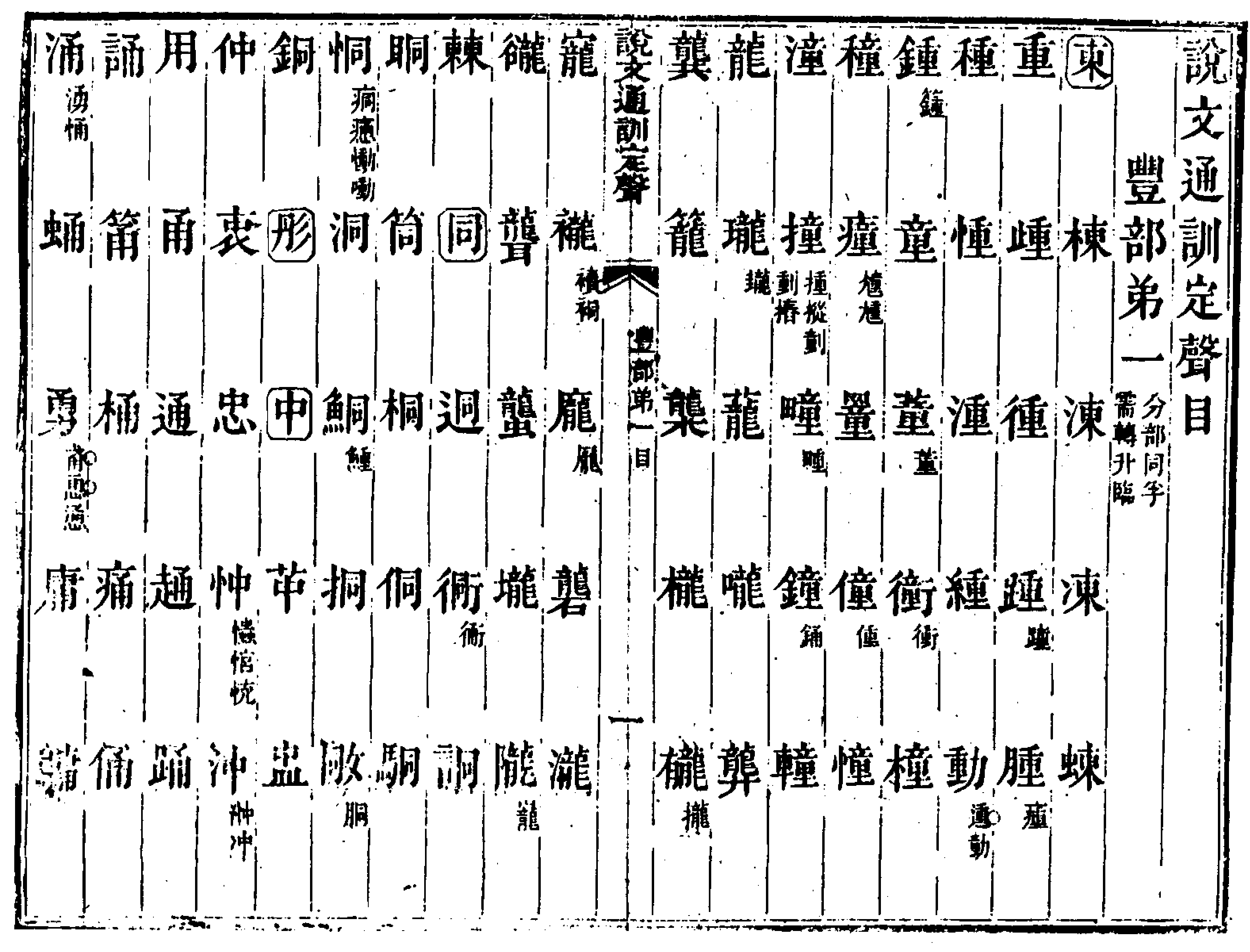
Anfang des ersten Abschnitts des Shuowen tongxun dingsheng 說文通訓定聲 des Qing-Phonologen Zhu Junsheng (1788–1858), der die Reimgruppe 豐 fēng behandelt, beginnend mit den phonetischen Komponenten 東 dōng, 同 tōng, 彤 tōng und 中 zhōng

Das in einigen Bereichen wörterbuchähnliche und weit gefasste Glossar zur chinesischen Lautgeschichte stellt überwiegend Arbeiten von der Han-Zeit bis zur Qing-Dynastie kurz vor, aber auch einige moderne, die die chinesische Sprachwissenschaft prägten – von der Systematisierung der Schrift bis zur Rekonstruktion archaischer Laute. Es verbindet Informationen aus der traditionellen chinesischen Textkritik (vgl. das Glossar) mit modernen linguistischen Ansätzen. Von der Reimanalyse der Qing-Gelehrten bis zur digitalen Nutzung von Pinyin prägten phonologische Studien die kulturelle und wissenschaftliche Geschichte Chinas und lieferten bessere Einsichten in die ältere Vergangenheit. Eine jüngere phonologische Geschichte des Chinesischen beispielsweise stammt von Zhongwei Shen (A Phonological History of Chinese, 2020).

## Glossar
Hinweis: Innerhalb der einzelnen Lemmata wird auch auf Stichwörter des Glossars verlinkt, insofern diese noch keinen eigenen (deutschsprachigen) Wikipedia-Artikel haben. In einigen Fällen wurden sowohl die vereinfachten als auch die traditionellen chinesischen Schriftzeichen angegeben sowie zusätzlich auch die Pinyin-Umschrift mit Tönen nachgestellt.

### A
- Altchinesische Phonologie (上古音,  Shànggǔ yīn). Die Erforschung der Lautsysteme vor der Han-Zeit. Chen Di (1541–1617) revolutionierte die Methode durch die Analyse von Reimen in klassischen Gedichten, um Lautwandel nachzuweisen. Seine Arbeit Maoshi guyin kao (毛詩古音考,  Máoshī gǔyīn kǎo – „Untersuchung der alten Aussprache im Buch der Lieder in Maos Version“) gilt als Meilenstein
- Alte Siegelschrift 篆书,  zhuànshū Siegelzeichen, ein Stil der Kalligrafie, der häufig auf Siegeln verwendet wird
- Alt-Mandarin, eine historische Form des Nordchinesischen (Mandarin) während der Zeit des Mongolenreiches (Yuan) im 12. bis 14. Jahrhundert
- Ancient Chinese, ein mehrdeutiger englischsprachiger Begriff, der sich beziehen kann auf:

Altchinesisch oder archaisches Chinesisch, die alte Form des gesprochenen Chinesisch
Klassisches Chinesisch oder Literarisches Chinesisch, die Form, die heute in China als „Altchinesisch“ ("Ancient Chinese") bekannt ist
Mittelchinesisch (Middle Chinese), die Form, die von den Tang-Dichtern verwendet wurde und in älteren englischen Texten oft als „Ancient Chinese“ bezeichnet wird

### B
- Bi Gongchen 毕拱辰 (17. Jhd.): Yunlüe huitong 韵略汇通 / 韻略易通 (Adaption des Yunlüe yitong)
- Nicholas C. Bodman (1913–1997), amerikanischer Linguist, der grundlegende Beiträge zum Studium der historischen chinesischen Phonologie und der sino-tibetischen Sprachen leistete. In einer unveröffentlichten Arbeit, die er 1971 in Princeton vorstellte, schlug er ein neuartiges System mit sechs Vokalen für eine Stufe des Chinesischen vor dem Altchinesischen der frühesten Aufzeichnungen vor. Verfasser von A Linguistic Study of the "Shih Ming": Initials and Consonant Clusters.
- Stephen Wootton Bushell (1844–1908), Brite, erwarb die einzige noch erhaltene Handschrift des anonymen chinesischen Reimwörterbuchs Menggu ziyun 蒙古字韻 aus den 1260er Jahren des 13. Jahrhunderts (Zhongwei Shen), das in der 'Phags-pa-Schrift verfasst war. Einige Glossare wurden von Zhu Zongwen (朱宗文 Zhū Zōngwén) in seiner überarbeiteten Version von 1308 hinzugefügt, der einzigen Version, die auf uns gekommen ist (heute im Besitz des British Museum).

### C
- Joseph-Marie Callery: Systema phoneticum scripturae Sinicae [Das phonetische System der chinesischen Schrift] / Tzǔ-sheng kang-mu 字聲綱目 [字声纲目 Zisheng gangmu]. Macao 1841 (Digitalisat: Teil I, Teil II)
- Y. R. Chao / Yuen Ren Chao (Zhao Yuanren 趙元任/赵元任 Zhào Yuánrèn; 1892–1982), chinesischer Linguist, Begründer der modernen chinesischen Sprachwissenschaft, Verfasser einer monumentalen Grammatik des gesprochenen Mandarin, Schöpfer der Romanisierung Gwoyeu Romatzyh.
- Chen Di 陳第/陈第 Chén Dì (1541–1617). Pionier der historischen Phonologie; widerlegte die Annahme, dass alte Gedichte nur durch „flexible Aussprache“ reimten.

Maoshi guyin kao 毛诗古音考 / 毛詩古音考 Màoshī gǔyīn kǎo (Studien zur alten Aussprache im Maoshi)
Qu Song guyin yi 屈宋古音義 Qū Sòng gǔyīn yì (Untersuchung alter Aussprachen bei Qu Yuan 屈原 und Song Yu 宋玉)
- Cheng Miao 程邈 Chéng Miǎo (3. Jhd. v. Chr., Qin-Dynastie). Wichtige Figur für die Entwicklung der Kanzleischrift (隸書 lìshū), die Orakelknochen- und Siegelschrift ablöste. Die zur Vereinfachung der Siegelzeichen entwickelte Schrift bildet die Grundlage für moderne Schriftformen.
- Chen Lanfu 陳蘭甫, siehe unter Chen Li 陳澧 (1810–1882)
- Chen Li 陈澧/陳澧 (1810–1882): Qieyun kao 切韵考 (kritische Rekonstruktion des Qieyun-Systems).
- Chen Pengnian 陈彭年/陳彭年 Chén Péngnián (961–1017) u. a.: Guangyun 广韵/廣韻/Guǎngyùn (Song-Erweiterung des Qieyun-Systems). Er überarbeitete das Qieyun zum Guangyun (1008), einem einflussreichen Reimwörterbuch mit detaillierter Klassifikation von Silben.
- Chuci 楚辞/楚辭 Chǔcí. Eine Sammlung von Gedichten aus der Zeit der Streitenden Reiche (475–221 v. Chr.), die die Kultur und Sprache des Staates Chu repräsentieren. Die Reime und Lexik des Chuci sind entscheidend für die Rekonstruktion des Altchinesischen, insbesondere für die Erforschung dialektaler Unterschiede zwischen Nord- und Südchina.
- Chunqiu 春秋 Chūnqiū (repräsentiert die Sprache von Qi / Qíyǔ 齐语)
- Ciquan 词诠 / 詞詮 von Yang Shuda (Zhonghua shuju, 1954).
- Ciyuan 辭源 / 辞源 („Quelle der Wörter“) ist ein von Lu Erkui (陸爾奎) u. a. herausgegebenes chinesisches Nachschlagewerk, das die Wörter in ihrer Bedeutung und Verwendung erklärt. Es ist Chinas erstes umfassendes Wörterbuch, das sowohl alte chinesische Alltagswörter als auch enzyklopädische Begriffe enthält. Dem Zhongguo wenzi bowuguan (Chinese Language Museum) zufolge ist es derzeit das umfangreichste Nachschlagewerk für die alte chinesische Sprache und bietet wichtige Referenzen für die Lektüre klassischer Texte und die Erforschung der klassischen Literatur und Geschichte.[3]

### D
- Dai Dongyuan 戴東原, siehe unter Dai Zhen
- Dai Tong 戴侗 (1200–1285), Philologe der Song-Zeit (nicht zu verwechseln mit Dai Zhen 戴震)
- Dai Zhen 戴震 Dài Zhèn (1723–1777). Schüler von Jiang Yong und Mentor von Duan Yucai. Er kombinierte philologische Textkritik mit phonetischer Analyse, etwa im Shenglei biao 声类表 („Tabelle der Lautklassen“) und legte den Grundstein für die systematische Rekonstruktion des Altchinesischen (Lautklassifikation). Verfasser des Kommentars Fangyan shuzheng 方言疏證 (zum Fangyan).

Shengyun kao 声韵考 / 聲韻攷
Shenglei biao 声类表 / 聲類表
- dengyun 等韵 / 等韻 děngyùn Klassifizierung der Vokale oder Vokalgruppen in der chinesischen Phonologie
- dengyun-Phonologie 等韵学 / 等韻學 děngyùnxué
- Dengyun tujing 等韵图经 / 等韻圖經 (1606), mit vollem Titel Chongding Sima Wen gong Dengyun tujing 重订司马温公等韵图经 von Xu Xiao 徐孝 (1573–1619)
- Dengzi 等子 Děngzǐ, siehe unter Sisheng dengzi
- Ding Du 丁度 (990–1053): Jiyun 集韵 (umfassende Reimlexikographie der Nördlichen Song-Dynastie); Libu yunlüe 禮部韻略
- Dong Tonghe 董同龢 Dǒng Tónghé (1911–1963), Erforscher der altchinesischen Lautentwicklung, ein Schüler des prominenten Linguisten Wang Li (1900–1986)
- Alexander A. Dragunov (1900–1955), sowjetischer Sinologe und Sprachwissenschaftler (“Contribution to the Reconstruction of Ancient Chinese” 1928; “A Persian Transcription of Ancient Mandarin” 1931)

- Duan Yucai 段玉裁 Duàn Yùcái (1735–1815), ein Schüler von Dai Zhen. Er verband Philologie und Phonologie in seinem Kommentar zum Shuowen (Shuowen jiezi zhu 说文解字注). Er nutzte das Guangyun und das Shuowen jiezi, um phonetische Reihen im Altchinesischen zu systematisieren

Liushu yinjun biao 六書音均表 / 六书音韵表 Liùshū yīnjūnbiǎo, kurz: Yinjun biao 音均表 Yīnjūnbiǎo (Phonologische Übersicht) zu den Sechs Kategorien chinesischer Schriftzeichen (六书 / 六書 liùshū, mit Tabellen zur Lautklassifikation).
- Dunhuang-Fragment des Qieyun (mit nicht geringfügigen Abweichungen gegenüber dem Guangyun)

### E
- Erya 尔雅/爾雅 Ěryǎ (Wörtersammlung) - Das älteste erhaltene chinesische Wörterbuch (3. Jhd. v. Chr.), das Begriffe thematisch in 19 Kapitel gruppiert, darunter der Abschnitt Shixun (释训/釋訓 „Erklärung von Ausdrücken“). Es legte den Grundstein für die lexikographische Tradition und beeinflusste spätere Werke wie das Shuowen jiezi.
- Erya yintu 尔雅音图 / 爾雅音圖 Ěryǎ yīntú

### F
- Fang Jijian 方績箋 (unsicher, Name nicht eindeutig identifiziert; ggf. Fang Ji 方績)
- Fangyan 方言 Fāngyán von Yang Xiong 扬雄, ein Werk zu regionalen Dialekten, Vorläufer der modernen Dialektologie. Der volle Titel des Werkes lautet Youxuan da shizhe juedai yushi bieguo fangyan 輶轩使者绝代语释别国方言 „Die Erklärung von Wörtern vergangener Geschlechter und Dialekte fremder Staaten“ – Lin Yutang
- Fangyan diaocha zibiao 方言调查字表. Kexue chubanshe 科学出版社 1955
- Fangyan shuzheng 方言疏證, Kommentar zum Fangyan von Dai Zhen
- fanqie 反切 fǎnqiè: Methode zur phonetischen Notation durch Kombination zweier Zeichen
- fanqie-Notierungen des Sun Yan und Guo Pu. Ein traditionelles Umschreibungsverfahren zur Darstellung von Aussprache, das seit der Han-Zeit (206 v. Chr.–220 n. Chr.) verwendet wird. Dabei werden zwei Schriftzeichen kombiniert: Der Anlaut des ersten Zeichens und der Auslaut des zweiten ergeben die Zielaussprache. Beispiel: 東 (dōng) wird als 德紅切 (dé + hóng = dōng) notiert. Dieses System war entscheidend für die Rekonstruktion historischer Laute.
- Fan Tengfeng 樊腾凤 (1601–1664): Wufang yuanyin 五方元音 (Fokus auf regionale Aussprachevarianten)

### G
- Gaibing wuyin jiyun 改并五音集韵 von Han Daozhao 韩道昭, siehe unter der Kurzbezeichnung Wuyin jiyun 五音集韵
- Gao Benhan 高本汉, der chinesische Name von Bernhard Karlgren (siehe dort).
- gongming 公名 gòngmíng („Gattungsname“; allgemeine Bezeichnung) bezeichnet generische Begriffe in der chinesischen Lexikographie, die in Werken wie dem Erya (爾雅 / 尔雅,  Ěryǎ) kategorisiert wurden. Das Erya, eines der ältesten Wörterbücher Chinas, unterteilt Wörter in thematische Gruppen (z. B. shixun 释训, „Erklärung von Ausdrücken“).
- Gong Zizhen 龚自珍/龔自珍 (1792–1841), Dichter und Gelehrter, Arbeiten zur Etymologie und Phonetik
- Grammata Serica Recensa (Abk. GSR) von Bernhard Karlgren (Bulletin of the Museum of Far Eastern Antiquities 1957. 29: 1–332). Ein Wörterbuch des Mittelchinesischen und Altchinesischen (vom Verfasser als Ancient Chinese und Archaic Chinese bezeichnet).
- Gui Fu 桂馥 (einer der Vier großen Meister des Shuowen): Shuowen jiezi yizheng 说文解字义证
- Gu Yanwu 顧炎武 / 顾炎武,  Gù Yánwǔ (1613–1682): Yunbu zheng 韻補正, Einteilung der Reimgruppen des Tangyun auf Grund der alten Reime (A. v. Rosthorn, S. 30). Gu Yanwu war ein Qing-zeitlicher Pionier der historischen Phonologie. Im Yinxue wushu (音学五书/音學五書, „Fünf Bücher zur Phonetik“) analysierte er die Reime des Shijing und widerlegte die traditionelle „Harmonie der Reime“-Theorie, indem er Lautwandel nachwies. Er ist der Begründer der systematischen Rekonstruktion des Altchinesischen.

Yinxue wushu 音學五書,  Yīnxué wǔshū (Fünf Bücher zur Phonetik), analysierte historische Lautverschiebungen
- Guangya 廣雅 / 广雅,  Guǎngyǎ, herausgegeben von Zhang Yi 张揖 aus der Zeit der Drei Reiche.
- Guangya shuzheng 廣雅疏證 / 广雅疏证,  Guǎngyǎ shūzhèng von Wang Niansun (1744–1832). Ein durch ein breites Quellenstudium gestütztes systematisches Werk zur Erläuterung des Guangya. Es erklärt viele Bedeutungen antiker Schriften und vermittelt dem Leser zugleich umfassende Kenntnisse über die xungu-Lehre.

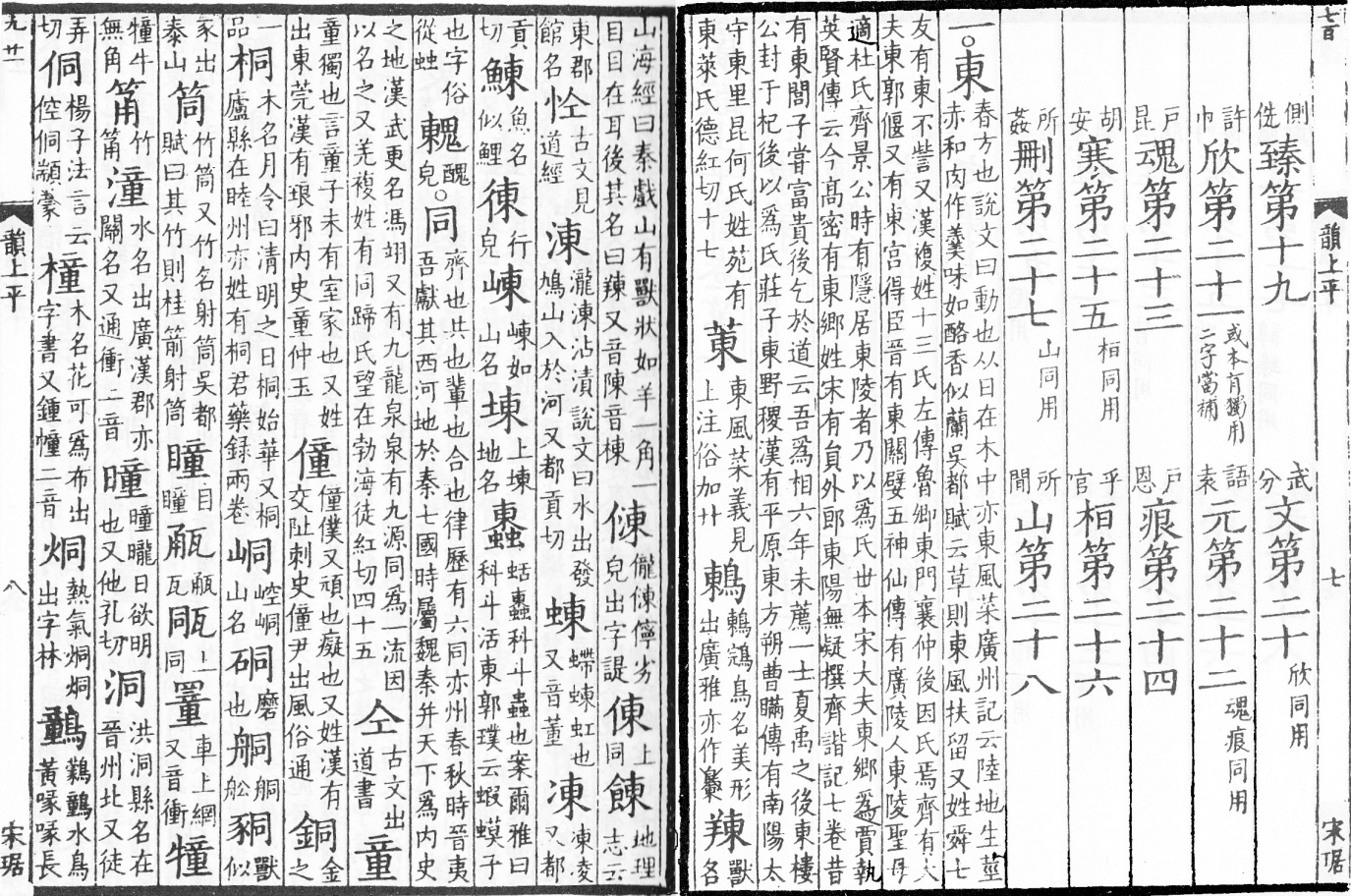
Der Anfang der ersten Reimgruppe des Guangyun, mit dem ersten Zeichen 東 dōng („Osten“)

- Guangyun 广韵 / 廣韻 Guǎngyùn aus dem Jahr 1008 der Song-Dynastie. Von Chen Pengnian (陳彭年). Ein Werk mit einer langen Geschichte. Bei dem Werk handelt es sich um eine erweiterte Version des Qieyun mit 206 Reimklassen und über 26.000 Zeicheneinträgen. Es nutzte fanqie (反切)-Notation zur phonetischen Umschreibung und strukturierte die Laute präziser und integrierte zusätzliche phonologische Unterscheidungen, die in regionalen Dialekten auftraten. Es wurde zum offiziellen Standardwerk für Beamtenprüfungen und dient als zentrale Quelle zur Rekonstruktion des Mittelchinesischen. Zhou Zumo 周祖谟 verfasste eine ergänzte Ausgabe unter dem Titel Guangyun jiaoben 广韵校本 (Zhonghua shuju, 1960).
- Guan Liang 關亮, erstellte eine Ausgabe des Qieyun
- Guanzi 管子 (Buch)
- gudu 古讀 / 古读,  gǔdú alte Aussprache
- gu Hanyu 古漢語 / 古汉语,  gǔ Hànyǔ archaisches Chinesisch; „Ancient Chinese pronunciation“ (DeFrancis: 'Comprehensive ABC')
- Gujin tongyun 古今通韻 [Die gemeinsamen Reime von der Antike bis zur Gegenwart] von Mao Qiling 毛奇齡 / 毛奇龄,  Máo Qílíng; (1623–1716), in 12 Kapiteln. Die Reihenfolge der Lemmata des Gujin tongyun folgt dem alten chinesischen Tonsystem mit dem traditionellen Pingshui-Reimschema (yuntu 韻圖), nach dem Vorbild von Reimwörterbüchern zur historischen Phonologie.
- Gujin yunhui juyao 古今韵会举要 / 古今韻會舉要 Gǔjīn yùnhuì jǔyào, kurz: Yunhui juyao 韵会举要 oder Yunhui 韵会. – Wichtige Sammlung alter und neuer Reime, von Xiong Zhong 熊忠 (13. Jhd.). Es wird eine neue Anordnung der Anlaute nach der Methode von Han Daozhou (vgl. Wuyin jiyun) angenommen, und die Zahl der Endlaute wird auf 107 reduziert, in Übereinstimmung mit dem System, das von Liu Yuan 劉淵aus Pingshui um die Mitte des 13. Jahrhunderts eingeführt wurde und das seither unter dem Namen Pingshui yun 平水韵 -System sehr allgemein befolgt wird (A. Wylie, S. 11)
- Guoyin changyong zihui 國音常用字彙 („Verzeichnis gebräuchlicher Schriftzeichen mit nationaler Aussprache“), herausgegeben von Qian Xuantong, wurde vom Bildungsminister Zhu Jiahua offiziell als erstes auf Pekinger Aussprache basierendes Wörterbuch eingeführt (gilt als dritte Auflage des Guoyin zidian).
- Guoyin zidian 国音字典 / 國音字典 Guóyīn zìdiǎn (1919), ein vom Bildungsministerium herausgegebenes Aussprachewörterbuch, es war das erste offizielle Wörterbuch zur Standardisierung der chinesischen Nationalsprache (国语 / 國語 Guóyǔ). Es enthält Einträge in traditioneller Schrift, gibt die Aussprache in Zhuyin (Bopomofo) an und klassifiziert Wörter nach Radikalen und Strichzahl. Ziel war die Förderung eines einheitlichen Lautstandards im modernen Chinesisch. Das Wörterbuch hatte maßgeblichen Einfluss auf die Sprachreform im frühen 20. Jahrhundert. (Zhongwei Shen [沈鍾偉]: A Phonological History of Chinese merkt dazu an (S. 378): "Because it was not based on a real dialect, for many years Chao [= Yuen Ren Chao] was the only person who could pronounce the national standard.")
- Guo Zhixuan 郭知玄, erstellte eine Ausgabe des Qieyun
- guyin 古音 gǔyīn (1) klassische Sprachlaute/Aussprache (2) Aussprache des Chinesischen während der Zhou- und Qin-Dynastie (DeFrancis, ABC Chinese-English Comprehensive Dictionary)
- Guyin biao 古音表 von Gu Yanwu (1613–1682), in dem alle alten Laute in 10 Abteilungen angeordnet sind, in denen die Zeichen jeweils der Reihenfolge der vier Töne folgen (Alexander Wylie, S. 12).
- guyun 古韵 / 古韻 gǔyùn Reime der alten Poesie. „Archaische Reime“ aus dem Shijing und Chuci, die von Gelehrten wie Gu Yanwu (1613–1682) und Kong Guangsen (1752–1786) rekonstruiert wurden.
- Guyun tongshuo 古韻通說 von Long Qirui 龙启瑞/龍啓瑞 (1814–1858)
- Gwoyeu Romatzyh 国语罗马字 / 國語羅馬字 Guóyǔ Luómǎzì („Romanisierung der Landessprache“), eine 1926 von einer Gruppe chinesischer Linguisten unter Yuen Ren Chao (Zhao Yuanren) geschaffene Umschrift für die chinesische Sprache (z. B. von W. A. C. H. Dobson in seinem Partikellexikon verwendet)

### H
- Han Daozhao 韓道昭 / 韩道昭 (12. Jhd.): Wuyin jiyun 五音集韵 (Reimlexikon mit Fünf-Töne-Systematik), unterschied 160 Reimklassen
- Hanyu da zidian (汉语大字典 Hànyǔ dà zìdiǎn), Abk. HYDZD. Ein modernes, umfassendes Wörterbuch, das phonetische Angaben zu historischen Schriftzeichen enthält. Es stützt sich auf Qing-zeitliche Werke zum Shuowen jiezi (说文解字, Shuōwén jiězì) von Xu Shen (许慎, Xǔ Shèn), das etymologische und phonetische Analysen der Han-Zeit dokumentiert. Im Anhang des Buches befindet sich eine 2965 Titel umfassende Bibliographie der herangezogenen Quellen, die cum grano salis chronologisch angeordnet ist.
- Hanyu fangyan ditu ji 汉语方言地图集 Hànyǔ fāngyán dìtú jí [Linguistischer Atlas des chinesischen Dialekte]
- Hanyu fangyan zihui 汉语方音字汇 [Word list of Chinese dialects]. Beijing University 1962, 1989. Das Zihui liefert Transkriptionen von über 2.700 Wörtern in 17 chinesischen Dialekten, einschließlich der phonologischen Kategorien des Mittelchinesischen sowie Toninformationen. (Chaoju Tang 2009:128)
- Hanyu lishi yinyunxue 漢語歷史音韻學 historische Phonologie des Chinesischen; historische Lautlehre des Chinesischen
- Hebing zixue pianyun bianlan合併字學篇韻便覽 Hébìng zìxué piānyùn biànlǎn (1606), herausgegeben von Zhang Yuanshan (張元善 Zhāng Yuánshàn)
- Hong Liangji 洪亮吉: Han Wei yin yanjiu 《漢魏音》研究

- Hongwu zhengyun 洪武正韻 Hóngwǔ zhèngyùn (1375) – „Korrekte Reime aus der Hongwu-Zeit“ (14. Jhd.), unterschied 76 Reimklassen. Ein offizielles Reimwörterbuch, das die Aussprache des frühen Mandarins standardisierte (vereinfachtes Reimsystem). Alexander Wylie merkt an, dass das Werk nie allgemein verwendet wurde, obwohl es sehr bekannt sei.
- Huang Gongshao (黃公紹, Huáng Gōngshào) (Yuan-Dynastie), Herausgeber des Yunhui (韻會 Yùnhuì) im Jahr 1292
- Huang-Qing jingjie 皇清經解 (HQJJ), ein Sammelwerk
- Huang-Qing jingjie xubian 皇清經解續編 (HQJJXB), ein Sammelwerk
- Huang Kan 黄侃 (1886–1935): Lüesheng 音略 und Shengyun tongli 声韵通例 (Zusammenfassung älterer Theorien)
- Huilin 慧琳 (737–820): Yiqiejing yinyi 一切经音义 (phonetische Studien buddhistischer Sutren)[4]
- Huo Yuanjie 火源洁 (Ming-Dynastie): Huayi yiyu 华夷译语 / 華夷譯語 (1382) (Vergleich chinesischer und fremdsprachiger Phonologie), gilt das wichtigste der Huayi yiyu-Wörterbücher

### I
[kein Eintrag]

### J
- Sergei Jachontow (1926–2018), sowjetischer und russischer Linguist und Sinologe, Arbeiten zur Phonologie des Altchinesischen
- Jiang Yong 江永 Jiàng Yǒng (1681–1762): Sisheng qieyun biao 四声切韵表 (Tabellenwerk zur Tonologie); Guyun biaozhun 古韵标准/古韻標準 Gǔyùn biāozhǔn (eine Analyse der Tonologie und Reimklassen des Altchinesischen); Yinxue bianwei 音学辨微 (Analyse historischer Phonologie).
- Jiang Yougao 江有诰 / 江有誥 (1773–1851): Yinxue shishu 音学十书 (umfassende historische Phonologie)
- Jiao Hong 焦竑 Jiāo Hóng (1540–1620)
- Jindai Hanyu 近代漢語 / 近代汉语,  jìndài Hànyǔ frühneuzeitliches Chinesisch

Yuan-Dynastie (元, Yuan)
Gujin yunhui juyao 古今韻會舉要
Qieyun zhinan 切韻指南
Yunfu qunyu 韻府群玉
Zhongyuan yinyun 中原音韻 „Lautsystem der Zentralebene“
Zhongzhou yuefu yinyun leibian 中州乐府音韵类编
Menggu ziyun 蒙古字韻
Ming-Dynastie (明, Ming)
Hongwu zhengyun 洪武正韻
Yunlüe yitong 韻畧易通
Zhongzhou yinyun 中州音韻
Qilin bayin 戚林八音
Wuche yunrui 五車韻瑞
Liuyin zidian 六音字典
Qing-Dynastie (清, Qing)
Peiwen yunfu 佩文韻府 (1711)
Peiwen shiyun 佩文詩韻 (1716)
Yinyun chanwei 音韻闡微 (1728)
Cilin zhengyun 词林正韵
Qieyun kao 切韵考
Fenyun cuoyao 分韻撮要
Huiyin miaowu 彙音妙悟 (1800)
Lishi yinjian 李氏音鉴 (1805)
Tongyin lüejie 同音略解
- Jingdian shiwen 經典釋文 / 经典释文 („Erklärung der Klassiker“), in der chinesischen Philologie häufig unter der Abkürzung Shiwen (释文), ein von Lu Deming (陸德明; 556–627) in der Zeit der Tang-Dynastie zusammengestelltes Wörterbuch mit Erklärungen und Kommentaren
- Jingshi zhengyin Qieyun zhinan 經史正音切韻指南, kurz: Qieyun zhinan 切韻指南,  Qièyùn Zhǐnán – Leitfaden zum Qieyun. Aus dem Jahr 1336 (Yuan-Dynastie) von Liu Jian (劉鑑 / 刘鉴). Es handelt sich um eine detaillierte Reimtafel, die als Referenz im Kangxi-Wörterbuch verwendet wurde. Sie kombiniert traditionelle Analysen mit neuen Ansätzen zur Klassifizierung von Lauten.
- Ji Rongshu 纪容舒/紀容舒 (1686–1764), Tangyun kao 唐韵考, auf den Notierungen des Shuowen beruhend
- Jiujing buyun 九经补韵/九經補韻 (1 juan), von Yang Boyan 杨伯岩/楊伯嵒 aus der Zeit der Song-Dynastie. Es handelt sich um ein kleines Hilfsvokabular zum Libu yunlüe, das nach Alexander Wylie 79 Zeichen aus den Klassikern enthält, die in jenem Werk ausgelassen sind; außerdem befinden sich in seinem Anhang 88 Artikel über die Morgenriten.
- Jiyun 集韻 / 集韵,  Jíyùn Reimwörterbuch aus dem Jahr 1037 der Song-Dynastie, herausgegeben von Ding Du (丁度, Dīng Dù), das als Erweiterung des Guangyun (广韵) dialektale Varianten und alternative Aussprachen berücksichtigte. Es enthielt mehr Alltagslexik als das Guangyun, spiegelt die sprachliche Diversität des Mittelchinesischen wider und diente späteren Gelehrten wie Gu Yanwu (1613–1682) als Quelle für phonologische Vergleiche.

### K

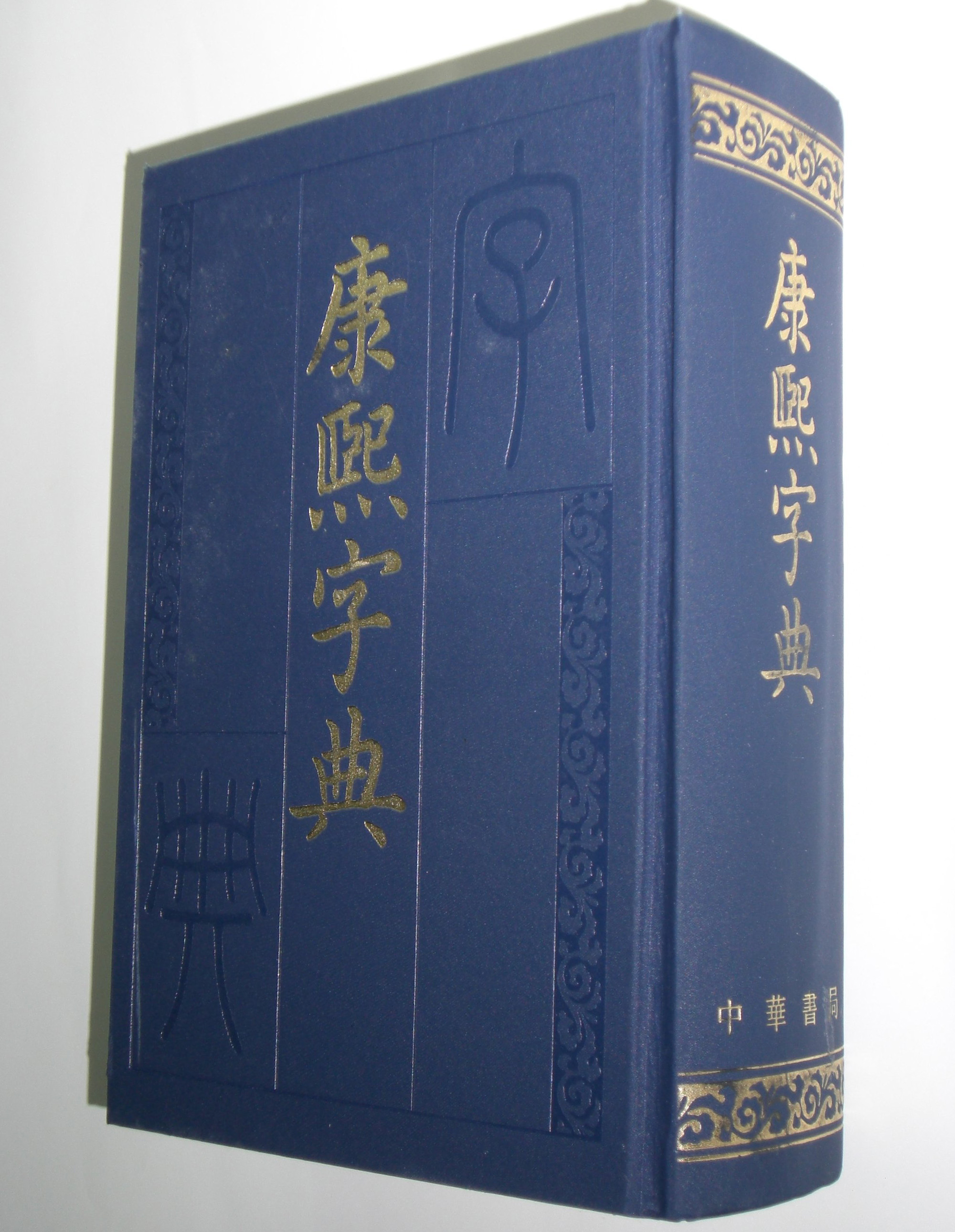
Kangxi zidian (Neuauflage)

- Kangxi-Wörterbuch 康熙字典,  Kāngxī zìdiǎn (unter dem Zeichen 龍/龙 lóng) zum Beispiel führt es neben den guwen 古文,  gǔwén (vor der Qin-Zeit gebräuchliche Schriftformen) die Aussprache-Angaben der Wörterbücher Tangyun und Jiyun, Yunhui und Zhengyun sowie die Erklärungen des Shuowen und des Guangya an. Außerdem zieht es dort das Guanyun, Yupian, Zhengyun und verschiedene weitere Werke zur Erklärung des Zeichens heran.
- Kanzleischrift 隸書 / 隶书,  lìshū
- Bernhard Karlgren (1889–1978), schwedischer Sinologe: Zhongguo yinyunxue yanjiu 中国音韵学研究 (westlich geprägte Rekonstruktion); Analytical Dictionary of Middle Chinese (Li Fanggui und Lin Yutang fußen ganz auf dem System Karlgrens, jedoch mit Abweichungen). - Grammata Serica Recensa (ein Wörterbuch des Mittelchinesischen und Altchinesischen)
- Kleine Siegelschrift 小篆,  xiǎozhuàn
- Konfuzius (551–479 v. Chr.) - Obwohl nicht direkt mit Phonetik befasst, prägten seine Lehren in den Gesprächen (論語 / 论语, Lúnyǔ) die philologische Tradition Chinas. Die korrekte Aussprache und Interpretation klassischer Texte (zhengming 正名 zhèngmíng) wurde zentral für die konfuzianische Gelehrsamkeit.
- Kong Guangsen 孔廣森 / 孔广森 (1752–1786): Shishenglei 诗声类
- Kongzi 孔子,  Kǒngzǐ, siehe unter Konfuzius

### L
- Lan Mao 蘭茂 / 兰茂,  Lán Mào (1397–1476): Yunlüe yitong 韵略易通 / 韻畧易通
- Lao Naixuan 劳乃宣 (1843–1921): Dengyun yide 等韵一得 (späte Qing-Studie zur dengyun-Tradition) (1883).
- Lao qida 老乞大 (Nogeoldae), ein Lehrbuch für Koreaner (in mehreren Ausgaben vom 14. bis 18. Jahrhundert)
- Laozi 老子,  Lǎozǐ (6. Jhd. v. Chr.): Das dem Daoismus zugeschriebene Werk Daodejing 道德經 enthält archaische Sprachformen und Reime, die von Qing-Gelehrten wie Duan Yucai analysiert wurden, um Lautverschiebungen im Altchinesischen zu rekonstruieren.
- Lauttabellen (von der Song- bis zur Qing-Zeit), ein Vergleich lässt erkennen, wie im Laufe der Zeit die lautärmere Sprache des Nordens auch in den phonetischen Systemen mehr und mehr zur Geltung kommt (A. v. Rosthorn, S. 49).
- Leiyin 类音,  Lèiyīn (gegen Ende des 17. Jahrhunderts veröffentlicht) von Pan Lei 潘耒 (1646–1708), einem Schüler von Gu Yanwu. Der Autor widmet sich vor allem den moderneren Veränderungen in der Aussprache. Er erhöht die Zahl der Anlaute auf 50, unter denen er das gesamte System der Laute tabellarisch aufführt, und ordnet anschließend alle Zeichen unter 147 Unterteilungen, die auf die vier Töne verteilt sind (Alexander Wylie, S. 12).
- Le Shaofeng 乐韶凤 u. a. (14. Jhd.): Hongwu zhengyun 洪武正韵 (Ming-amtliches Reimlexikon)
- Libu yunlüe 禮部韻略 (1038), Reimlexikon für Prüfungskandidaten (unabhängig von Jiyun). Mehrere Bearbeitungen, zuletzt (1162) durch Mao Huang. Alexander Wylie zufolge enthält das ursprüngliche Werk nur 9.590 Zeichen, aber es seien nachträglich einige Ergänzungen hinzugefügt worden.
- Li Deng 李登, Autor des Shenglei 声类/聲類 (verloren gegangen), des ersten chinesischen Reimwörterbuch (zusammengestellt ca. 230)
- Li Fang-Kuei (Li Fanggui 李方桂; 1902–1987), Linguist (siehe auch unter Karlgren-Li-Rekonstruktion des Mittelchinesischen)
- Lin Yutang 林語堂 / 林语堂,  Lín Yǔtáng (1895–1976) Linguist, Lexikograf, Schriftsteller, Journalist und Autor populärer Bücher in englischer Sprache über China; Dissertation an der Universität Leipzig über altchinesische Lautlehre.
- Li Rong 李榮: Qieyun yinxi 切韻音系. Beijing: Kexue chubanshe, 1956
- Lisao 離騷 / 离骚,  Lísāo, repräsentiert die Sprache von Chu (楚语,  Chǔyǔ)
- lishu 隸書,  lìshū Kanzleischrift
- Li Si 李斯,  Lǐ Sī (280–208 v. Chr.): Cangjiepian 倉頡篇 / 仓颉篇,  Cāngjiépiān (Text zur Schriftstandardisierung in der Qin-Zeit). Der Qin-Kanzler, trieb die Schriftvereinheitlichung voran; das Cangjiepian war ein Standardtext. Li Si standardisierte die „Kleine Siegelschrift“ (小篆, xiǎozhuàn). Das Cangjiepian, ein frühes Zeichenlexikon, wurde ihm und dem mythischen Schöpfer der Schrift, Cangjie, zugeschrieben.
- Liu Fu 刘复 (1891–1934), verfasste mit Wei Jiangong 魏建功 und Luo Changpei 罗常培 das Shiyun huibian 十韵汇编.Beijing daxue yinben 北京大学印本 1935
- Liu Jian 劉鑑 / 刘鉴: Jingshi zhengyin Qieyun zhinan 经史正音切韵指南
- Liu Shipei 劉師培 / 刘师培,  Liú Shīpéi (1884–1919): Zhengming yulun 正名隅論 (Einige Diskussionen über die Korrektur der Verwendung von Namen)
- liushu 六书 / 六書 liùshū Sechs Kategorien chinesischer Schriftzeichen (siehe auch Liushu yinjun biao). Von den sechs Klassen, in welche das Shuowen den gesamten Zeichenschatz einteilt, gehören an (deutsche Terminologie nach A. von Rosthorn, S. 22):

xiàngxíng 象形 – semantische Zeichen
zhǐshì指事 – Bilderzeichen
huìyì 會意 – Kombinationen ideographischer Elemente
xíngshēng 形聲 – Kombinationen ideographischer und phonetischer Elemente
zhuǎnzhù轉注 – übertragene Zeichen
jiǎjiè 假借 – entlehnte Zeichen
- Liu Yuan 劉淵: Renzi xinkan Libu yunlüe 壬子新刊禮部韻略 (1252), Reimwörterbuch mit 106 Reimen
- Liu Xi 刘熙/劉熙 Liú Xī (ca. 1. Jhd.) – Autor des Shiming 釋名, eines frühen etymologischen Wörterbuchs mit Lautbezügen
- Liu Yuru 劉玉汝 Liú Yùrǔ (Yuan-Dynastie): Shi zuanxu 詩纘緒
- Li Zhou 李舟 (740–787), erstellte eine Ausgabe des Qieyun
- Long Qirui 龙启瑞/龍啓瑞 (1814–1858): Guyun tongshuo 古韻通說
- Lu Ci 陆词. siehe unter Lu Fayan 陆法言 (ming: 词, zi: 法言)
- Lu Deming 陆德明 (ca. 550–630): Jingdian shiwen 经典释文/經典釋文 „Erläuterungen zu Klassikern und kanonischen Texten“. Lu Deming war ein tang-zeitlicher Gelehrter und der Autor des Jingdian shiwen, das phonetische Annotationen und dialektale Lesarten zu Werken wie Laozi und Shijing enthält. Sein Werk ist eine Schlüsselquelle für die mittelchinesische Phonologie.
- Lu Fayan 陆法言 Lù Fǎyán (Sui-Dynastie): Qieyun 切韵 (früheste erhaltene Reimlexikographie der Sui-Zeit). Siehe auch Wang Renxu 王仁昫 / 王仁煦: Kanmiu buque Qieyun 刊谬补缺切韵.

Herausgeber des Qieyun 切韻 Qièyùn (601), des ältesten erhaltenen Reimwörterbuchs, das die Grundlage für spätere Reimtabellen (韻圖 yùntú) bildete
- Lü Jing 呂靜 (Westliche Jin-Dynastie): Yunji (韻集) – „Reimsammlung“ (verloren gegangen)
- Luo Changpei 羅常培 (1899–1958), Linguist. Verfasser des Tongzhi Qiyin lüe yanjiu 通志七音略研究,  Tōngzhì Qīyīn lüè yánjiū (1935)
- Lu Zhiwei 陆志韦 (1894–1970): Guyin shuolüe 古音说略 (kritische Auseinandersetzung mit traditionellen Methoden)

### M
- Mao Huang 毛晃, Mao Juzheng 毛居正: Zengxiu huzhu libu yunlüe 增修互注礼部韵略》(überarbeitete Reimtabelle)
- Maoshi 毛詩 (d. h. das Shijing in der Mao-Überlieferung)
- Maoshi chongyan 毛詩重言 von Wang Yun 王筠 (1784–1854)
- Henri Maspero (1883–1945), französischer Sinologe und Linguist („Le dialecte de Tch'ang-ngan sous les T'ang“, BEFEO, 1920)
- Mei Yingzuo 梅膺祚: Zihui 字匯 / 字汇,  Zìhuì

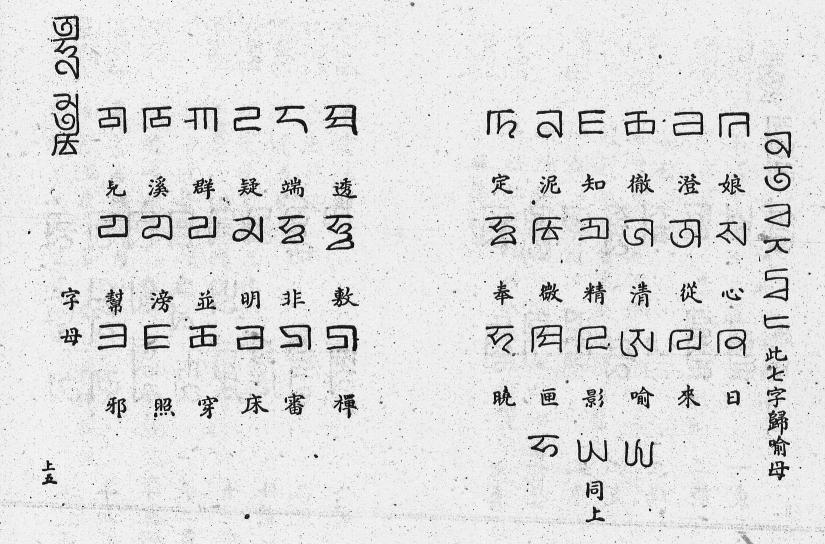
Tafel der 36 Anlaute im Menggu ziyun (in 'Phags-pa-Schrift)

- Menggu ziyun 蒙古字韻 / 蒙古字韵,  Měnggǔ zìyùn („Reim [Wörterbuch] in mongolischer Schrift“). Aus dem 14. Jhd. (Yuan-Dynastie). Es transkribierte chinesische Laute mit der Phagpa-Schrift, einer mongolischen Buchstabenschrift. Es stellt eine einzigartige Quelle zur Yuan-zeitlichen Aussprache und Sprachkontaktforschung dar.
- Mengxi bitan 夢溪筆談 / 梦溪笔谈,  Mèngxī bǐtán von Shen Kuo 沈括 (1031–1094). Ein enzyklopädisches Werk, das u. a. linguistische Beobachtungen zu Dialekten und historischen Lauten enthält.
- Miao Kui 苗虁 (1783–1857): Shuowen shengdu biao 說文聲讀表 (7 juan)
- Middle Chinese (Mittelchinesisch)

### N
- Jerry Norman (1936–2012), amerikanischer Sinologe und Mandschurist (Chinese)

### O
- Orakelknocheninschriften (甲骨文 jiǎgǔwén) - Orakelsprüche auf Knochen und Schildkrötenschalen. Früheste Schriftzeugnisse der Shang-Zeit (ca. 1600–1046 v. Chr.), die früheste bekannte chinesische Schriftform, entschlüsselt durch philologische Studien des 20. Jahrhunderts.

### P

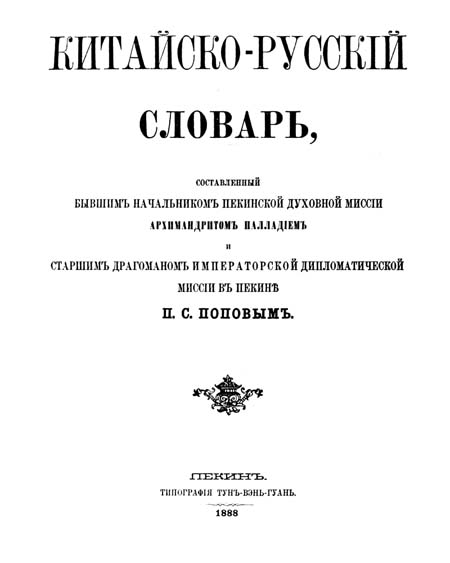
Китайско-русский словарь

- Palladius (Pjotr Kafarow; 1817–1878), russischer Archimandrit und Sinologe. Arbeitete über Jahrzehnte an einem chinesisch-russischen Wörterbuch. Die Arbeit daran wurde nach seinem Tode von dem Diplomaten P. S. Popow fortgesetzt und abgeschlossen (Digitalisat: I, II). Siehe auch Palladius-Transkription.
- Pan Lei 潘耒 (1646–1708): Leiyin 类音 (theoretische Phonologie)
- Pan Wenguo 潘文国 (geb. 1944): The Chinese Rhyme Tables (China Perspectives)
- Peiwen shiyun 佩文詩韻 / 佩文诗韵,  Pèiwén shīyùn (1716), das offizielle Reimwörterbuch für die kaiserlichen Staatsprüfungen in der Zeit der Qing-Dynastie

- Peiwen yunfu (佩文韻府 / 佩文韵府,  Pèiwén yùnfǔ,  P’ei-wen yün-fu), 1711 in der Zeit der Qing-Dynastie herausgegeben vom Kaiserlichen Hof unter Kangxi (siehe auch Kangxi-Wörterbuch), ein monumentales Reimlexikon mit über 10.000 Zeichen und literarischen Zitaten. Es ordnete Wörter nach den pingshui-Reimschema (106 Reimklassen). Es ist das letztes großes Reimwerk der traditionellen chinesischen Lexikographie. "Whenever names or phrases are met with which are not understood," heißt es bei Teng und Biggerstaff, "this is the first work which should be consulted."[5] (Zur Entstehungsgeschichte, vgl. Martin Gimm, “Zur Entstehungsgeschichte der chinesischen Literaturkonkordanz P’ei-wen yün-fu,” TP 69 (1983): 159-74)
- Periodisierung der chinesischen Sprache (erfolgt von verschiedenen Autoren teils sehr unterschiedlich; im Folgenden wird sie wiedergegeben nach der mit dem Prix Stanislas Julien ausgezeichneten Arbeit des französischen Sinologen Alain Peyraube: Syntaxe diachronique du chinois. Evolution des constructions datives du XIVème siècle avant J.-C. au XVIIIème siècle. Paris 1988):[6]

Archaisches Chinesisch (14. bis 3. Jahrhundert v. Chr.)
Orakelknocheninschrift (jiaguwen): 14. bis 11. Jahrhundert v. Chr.
Früharchaisches Chinesisch: 11. bis 5. Jahrhundert v. Chr.
Spätarchaisches Chinesisch: 5. bis 3. Jahrhundert v. Chr.
Vormittelalterliches Chinesisch bzw. Han-zeitliches Chinesisch (2. Jahrhundert v. Chr. bis 3. Jahrhundert n. Chr.)
Unterteilt in:
Frühes Han-Chinesisch (Han der Westlichen Dynastie)
Spätes Han-Chinesisch (Han der Östlichen Dynastie)
Mittelchinesisch (3. bis 13. Jahrhundert)
Frühmittelchinesisch: 3. bis 6. Jahrhundert
Spätmittelchinesisch: 6. Jahrhundert bis ca. 1250
Vormodernes Chinesisch (1250–1400)
Modernes Chinesisch (14. bis 19. Jahrhundert)
- phonetische Elemente. 1521 phonetische Elemente, in 17 Klassen gruppiert von Duan Yucai; 137 phonetische Elemente im Shuowen tongxun dingsheng 说文通训定声 von Zhu Junsheng. Phonetische vs. Semantische Elemente: yousheng 有声 (Phonetika): Zeichenkomponenten, die die Aussprache anzeigen (z. B. 媽 mā, wo 馬 mǎ den Laut liefert); zuowen 左文 (Semantika): Komponenten, die die Bedeutung tragen (z. B. 河 hé „Fluss“, wo 水 (Wasser) die Semantik liefert).
- Piao tongshi 朴通事 ist ein von einem anonymen Autor verfasstes Handbuch der chinesischen Umgangssprache für koreanische Reisende in China. Der Originaltext stammt möglicherweise aus dem 13. oder 14. Jahrhundert. Die uns vorliegende Ausgabe, das Piao tongshi yanjie 朴通事谚解, stammt jedoch aus dem Jahr 1677. (Die angemerkte Ausgabe von 1677 und das Lao qida wurden von Svetlana Rimsky-Korsakoff Dyer übersetzt und angemerkt herausgegeben)
- pingshui yun (平水韻,  píngshǔi yùn) „Pingshui-Reimschema“ (106 Reimkategorien)
- Pinyin (拼音, pīnyīn). Das offizielle Romanisierungssystem für Hochchinesisch, entwickelt von Zhou Youguang (1906–2017) in den 1950er Jahren. Es basiert auf lateinischen Buchstaben und vereinheitlichte die Transkription, um die Alphabetisierung zu fördern. Vorläufer wie Wade-Giles (z. B. Peking statt Běijīng) und Bopomofo (注音符号, zhùyīn fúhào) wurden damit abgelöst. Pinyin dient heute u. a. zur Eingabe chinesischer Schriftzeichen auf digitalen Geräten und als Lernhilfe für Aussprache und Töne (z. B. mā 妈, má 麻, mǎ 马, mà 骂).

### Q
- Qian Daxin 錢大昕 Qián Dàxīn (1728–1804): Yangxinlu 养新录, kurz für: Shijiazhai yangxin lu 十驾斋养新录 (juan 5). Erforschte Lautwandelphänomene wie den Verlust alter Anlaute (z. B. Labiodentalisierung) anhand von Reimwerken

Bewies die historische Entwicklung von Anlauten (z. B. das Fehlen der zh-, ch-, sh-Laute im Altchinesischen)
Theorie der „Zahn-Laute“ (古無舌上音).
- Qian-Jia-Schule (乾嘉学派 / 乾嘉學派 Qián-Jiā xuépài) bzw. Qianlong-Jiaqing-Schule, eine philosophische Schule zur Zeit der Qianlong- und Jiaqing-Herrschaften, zu deren Repräsentanten die Gelehrten Duan Yucai und Wang Niansun zählten.
- qieyun 切韵[切韻] qièyùn Reimklassifizierung von Schriftzeichen (wie in dem im Jahr 601 zusammengestellten gleichnamigen Reimwörterbuch)

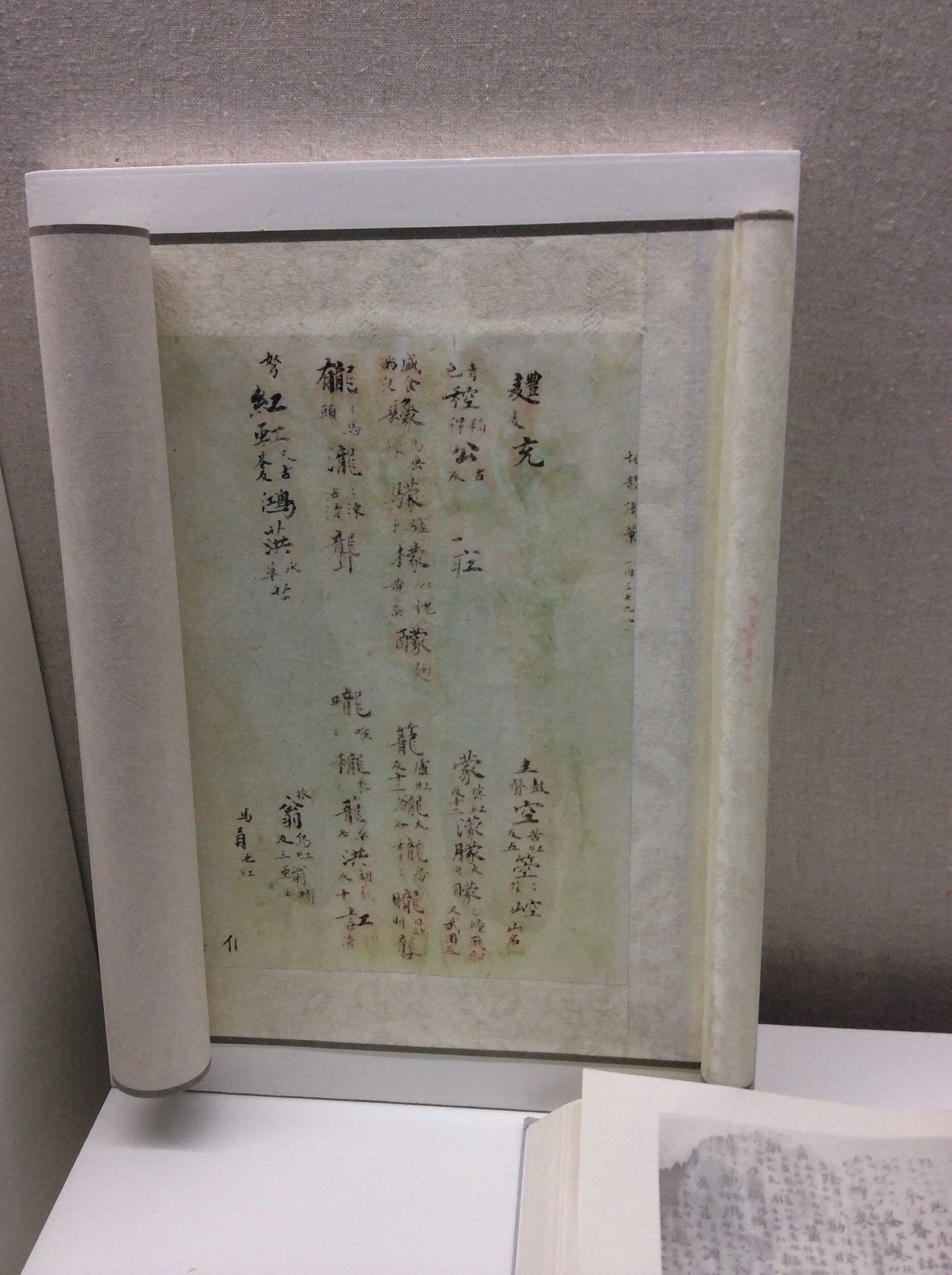
Qieyun (Auszug), ausgestellt im Chinesischen Wörterbuch-Museum in Jincheng, Provinz Shanxi

- Qieyun 切韵 / 切韻 Qièyùn. Aus dem Jahr 601 (Sui-Dynastie). Herausgegeben von Lu Fayan (陸法言). Es handelt sich um das älteste erhaltene Reimwörterbuch, das die Aussprache chinesischer Schriftzeichen systematisch in Reimgruppen (韻 yùn) einteilt. Es diente als Grundlage für spätere phonologische Studien und definierte 193 Reimklassen, die nach den vier Tönen (ping 平, shang 上, qu 去, ru 入) kategorisiert wurden. Es bildet die Basis des „Frühmittelchinesischen“ und wurde durch die Fanqie-Methoden (反切 fǎnqiè) zur Lautbeschreibung ergänzt. Es bildet die Grundlage für alle späteren Reimwerke wie Guangyun und Jiyun.
- Qieyun kao 切韵考 von Chen Li (1810–1882) aus dem Jahr 1842
- Qieyun zhinan 切韵指南 / 切韻指南, siehe Jingshi zhengyin qieyun zhinan 经史正音切韵指南
- Qieyun zhizhang tu 切韵指掌图/切韻指掌圖 Qièyùn zhǐzhǎng tú (1203?), eine Reimtabelle aus der Zeit der Südlichen Song-Dynastie, die ursprünglich Sima Guang 司馬光 (1019–1086) zugeschrieben wurde, weil er das Vorwort geschrieben haben soll. Es reorganisiert die Reimtafeln mit separaten Spalten für jede der 36 Anlaute (聲母 shēngmǔ). Dieses Werk reflektiert spätere Entwicklungen in der phonologischen Analyse. Alle Wörter sind nach den 36 Anlauten und den vier Klassen der Endungen geordnet. Alexander Wylie zufolge ist es das älteste erhaltene Werk, das die von den indischen Buddhisten eingeführte Analyse enthält.
- Qingdai yinyun xue 清代音韵学 Qīngdài yīnyùn xué Phonologie der Qing-Zeit. Die Qing-Gelehrten legten mit historisch-kritischen Methoden den Grundstein für die moderne Rekonstruktion des Altchinesischen (z. B. durch Bernhard Karlgren). Die Phonologie der Qing-Dynastie (1644–1912) bildet die Grundlage für moderne Studien zur historischen chinesischen Lautlehre. Gelehrte wie Duan Yucai und Wang Niansun analysierten Klassiker wie das Shijing („Buch der Lieder“), um die Lautverschiebungen des Altchinesischen zu rekonstruieren. Sie nutzten zur systematischen Kategorisierung Methoden wie yunbu (韵部, yùnbù, „Reimkategorien“).

Wichtiges Werk: Shuowen tongxun dingsheng (说文通训定声, Shuōwén tōngxùn dìngshēng) von Zhu Junsheng (朱骏声), ein phonetisch strukturiertes Lexikon zum Shuowen tongxun aus der Han-Zeit.
- Qiyin 七音, siehe unter Wuyin 五音
- Qiyin lüe七音略 Qīyīn lüè; 'Seven Sounds Summary'), chinesische Reimtabelle, die auf die Zeit vor 1161 datiert (enthalten im Tongzhi von Zheng Qiao (1104–1162). Aus dem 12. Jahrhundert (Song-Dynastie). Es ist ein frühes Werk der Reimtafel-Tradition, das eng mit dem Yunjing verwandt ist. Es klassifiziert Laute nach Artikulationsort (z. B. Labiale, Velare) und bietet Einblicke in die phonetische Struktur des Mittelchinesischen.
- Qiu Ti 邱遞, erstellte eine Ausgabe des Qieyun
- Qiu Yong 邱雍, gab zusammen mit Chen Pengnian 陳彭年 (961–1017) das (revidierte) Guangyun heraus.

### R
- Reimkategorie (韻母, yùnmǔ) Reimklasse (韻部, yùnbù): Unterteilung nach Auslaut und Ton (z. B. ping 平, shang 上, qu 去, ru 入).
- Reimtabelle (韻圖 / 韵图 yùntú) Reimtabellen systematisierten Silben nach Anlaut, Auslaut und Ton. Es ist eine Tabelle aller möglichen Silben der chinesischen Sprache und stellt eine wichtige Erfindung früher Reimwörterbücher dar. In der Tabelle des Wörterbuchs Qieyun sind die Silben des Mittelchinesischen nach Anlaut, Reim, Reimtyp, Ton und anderen Merkmalen gegliedert. Es wird angenommen, dass Reimtabellen von buddhistischen Mönchen erfunden wurden, basierend auf den Sanskrit-Silbentabellen der Siddham-Schrift, die für den Sprachunterricht verwendet wurden. Yunjing (韻鏡, 1161–1203) und Qiyin lüe (七音略) sind die ältesten bekannten Reimtabellen aus der Zeit der Song-Dynastie. Alle Reimtabellen ähneln sich, woraus man schließen kann, dass Linguisten der Tang-Dynastie bereits Zugang zu einem phonetischen Tabellenprototyp hatten.
- Reimwörterbuch/Reimbuch 韵书/韻書 yùnshū. Reimwörterbücher wie das Qieyun und Guangyun dokumentierten die phonologische Struktur des Mittelchinesischen. Laut Arthur von Rosthorn sind Reimwörterbücher der Tang- und Song-Zeit „keine verläßliche Quelle für das Studium der alten Auslaute“ (S. 28). Chinesische Reimwörterbücher erfassen über 1.500 Jahre Sprachgeschichte – von der Normierung im Qieyun bis zur Mandarin-Phonologie im Zhongyuan yinyun. Sie dienten Dichtern und Beamten gleichermaßen und bilden bis heute eine Grundlage für linguistische Rekonstruktionen. Gelehrte wie Gu Yanwu nutzten sie zur Analyse des Lautwandels; moderne Forschung setzt digitale Methoden ein. Mit dem Lautwandel vereinfachten sich die Reimkategorien bis zur Jin-Yuan-Zeit, was zur Standardisierung in 106 Rubriken im pingshui yun führte. Diese wurden in der Yuan-, Ming- und Qing-Zeit zur offiziellen Norm – sowohl für die Regeldichtung als auch als Ordnungssystem für Nachschlagewerke.

Qieyun 切韵 (601): Grundlage der mittelchinesischen Phonologie.
Guangyun 广韵 (1008): Erweiterte Version mit 206 Reimkategorien.
Jiyun 集韵 (1037): Berücksichtigte dialektale Varianten.
- Matteo Ricci (1552–1610), italienischer Jesuit und Chinamissionar: Xizi qiji 西字奇迹
- Arthur von Rosthorn (1862–1945), österreichischer Sinologe und Diplomat (Studien zur chinesischen Lautgeschichte)
- Ruan Yuan 阮元 (1764–1849), Gelehrter und hoher Beamter der Qing-Dynastie
- rusheng 入声 / 入聲 rùshēng abrupter Ton; chinesische Silbe, die auf -p, -t, -k oder einem glottalen Verschlusslaut endet

### S
- Sanshiliu zimu tu 三十六字母图 von Shouwen 守温/守溫 (9. Jhd., Tang-Dynastie)
- Shanggu Hanyu 上古汉语 / 上古漢語 Shànggǔ Hànyǔ – Altchinesisch

Shenglei (聲類) – „Klangklassen“ (verloren gegangen). Zeit der Drei Reiche (三国, Sanguo)
Yunji (韻集) – „Reimsammlung“ (verloren gegangen) von Lü Jing 呂靜. Westliche Jin-Dynastie (西晋, Xi Jin)
- Shangshu 尚書 Shàngshū (Buch der Urkunden) – siehe auch Sun Xingyan
- Shao Rongfen 邵榮芬: Qieyun yanjiu 切韻研究
- Shao Yong (1011–1077): Shengyin changhe tu 聲音唱和圖
- shengdiao 声调 / 聲調 shēngdiào Töne
- Shenglei 声类/聲類 (verloren gegangen), das erste chinesische Reimwörterbuch, zusammengestellt ca. 230 Li Deng (李登), einem Lexikographen aus dem Staate Cao Wei (220–266), einem der Drei Reiche.
- Shen Gong 神珙 (frühes 8. Jhd.), erweitertes Yupian 玉篇
- Shen Gua, siehe unter Shen Kuo
- Shen Kuo 沈括 (1031–1094), Verfasser des Mengxi bitan 夢溪筆談
- Shen Yue 沈约/沈約 Shěn Yuē (441–513), Gelehrter der Zeit der Liang-Dynastie, entwickelte das Konzept der vier Töne (平仄, píngzè) in der chinesischen Dichtung; eine Schlüsselfigur für die Tonregeln in der klassischen Poesie (z. B. im Shipin 詩品 Shīpǐn).
- Shen Zhong 沈重 (500–583), Gelehrter aus Zhejiang, beschäftigte sich u. a. mit dem Shiijng („Buch der Lieder“)
- Shibenyin 诗本音/詩本音 von Gu Yanwu (Qing-Dynastie). Ein Wörterbuch der Originaltöne des Buches der Lieder (Shijing), in dem alle Reime des Shijing der Reihe nach aufgenommen und auf ihre jeweiligen Abteilungen im Guangyun bezogen werden (Alexander Wylie, S. 12)
- shifa 师法 / 師法 shīfǎ Tradition der Nachahmung des ‚Lehrerstils‘, zentral in der Qing-Philologie.
- Shijing 诗经 Buch der Lieder
- Shiming 釋名 von Liu Xi 劉熙 (ca. 1. Jhd.), frühes etymologisches Wörterbuchs mit Lautbezügen
- Shi shenglei 诗声类 von Kong Guangsen
- shiyun 詩韻 / 诗韵,  shīyùn (1) Reim (2) Reimwörterbuch; Reimbuch
- Shouwen 守温/守溫 Shǒuwēn (9. Jhd., Tang-Dynastie). Er entwickelte das frühe System der 36 Anlaute (聲母, shēngmǔ) in seiner Lauttabelle der 36 Anlaute Sanshiliu zimu tu 三十六字母图, prägte die Konsonantenklassifikation. Grundlage für die Reimtabellen der Song-Dynastie.
- Shuowen 說文 / 说文,  Shuōwén, kurz für Shuowen jiezi (siehe dort).
- Shuowen jiezi 說文解字 / 说文解字; Klassiker der Schriftdeutung von Xu Shen: Das erste umfassende Lexikon der chinesischen Schrift, analysiert Schriftzeichen nach Struktur und Phonetik. Das älteste etymologische Lexikon Chinas, von wurde um das Jahr 100 verfasst. Es ordnet die Schriftzeichen nach 540 Radikalen (部首,  bùshǒu). Es umfasst 9353 Schriftzeichen.
- Shuowen jiezi yinjun biao 說文解字音均表 von Jiang Yuan 江沅
- Shuowen jiezi xilie 说文解字系列 / 說文解字系列 (moderne Buchreihe mit Werken zum Shuowen aus dem Zhonghua-Verlag)
- Shuowen jiezi zhu 说文解字注 / 說文解字注 Shuōwén jiězì zhù, Kommentar zum Shuowen von Duan Yucai 段玉裁 (1735–1815), einem Schüler von Dai Zhen.
- Shuowen shengxi 说文声系 / 說文聲系 von Yao Wentian 姚文田 (Qing-Dynastie)
- Shuowen sida jia 说文四大家 („Vier große Meister des Shuowen“): Duan Yucai 段玉裁：Shuowen jiezi zhu 说文解字注, Gui Fu 桂馥：Shuowen jiezi yizheng 说文解字义证, Zhu Junsheng 朱骏声：Shuowen tongxun dingsheng 说文通训定声, Wang Yun 王筠：Shuowen judu 说文句读, Shuowen shili 说文释例
- Shuowen tongxun dingsheng 說文通訓定聲 / 说文通训定声,  Shuōwén tōngxùn dìngshēng von Zhu Junsheng 朱骏声 (1788–1858), der darin 1137 phonetische Elemente systematisierte
- Walter Simon (1893–1981), deutsch-britischer Sinologe, Arbeiten zur Lautrekonstruktion
- Sisheng dengzi 四聲等子 / 四声等子,  Sìshēng děngzǐ Systematik der Vier Töne (Yuan-Zeit, Autor unbekannt). Aus der Zeit der Nördlichen Song-Dynastie. Es führt breite Reimklassen (she 攝 shè) ein, die Gruppen von Reimen mit ähnlichen phonetischen Merkmalen umfassen. Es strukturiert die Tabellen neu und vereinfacht die Darstellung komplexer Lautmuster. Es ist wie das Qieyun zhizhang tu nach dem Schema der Hindu-Analyse aufgebaut (vgl. Alexander Wylie, S. 11).
- Sisheng tongjie 四聲通解 / 四声通解 (1517) von dem koreanischen Gelehrten Choe Sejin 최세진 (Cui Shizhen 崔世珍) (1473–1542)
- Sergei Starostin (1953–2005), Vertreter der Moskauer Schule der vergleichenden Linguistik, arbeitete an der Rekonstruktion des Altchinesischen und des Proto-Sino-Tibetischen.
- Sun Mian 孫愐 / 孙愐,  Sūn Miǎn, gab 751 das Qieyun unter dem Titel Tangyun neu heraus
- Sun Xingyan 孙星衍 (1753–1818), sein einflussreichste Werk ist sein Kommentar zum Neutext- und Alttext-Buch der Urkunden (Shangshu jinguwen zhushu 尚书今古文注疏).
- Sun Yan 孫炎 / 孫炎,  Sūn Yán (3. Jhd. n. Chr.), schuf das frühe Reimwörterbuch Erya yinyi 爾雅音義, das phonetische Annotationen zu klassischen Texten lieferte.

### T

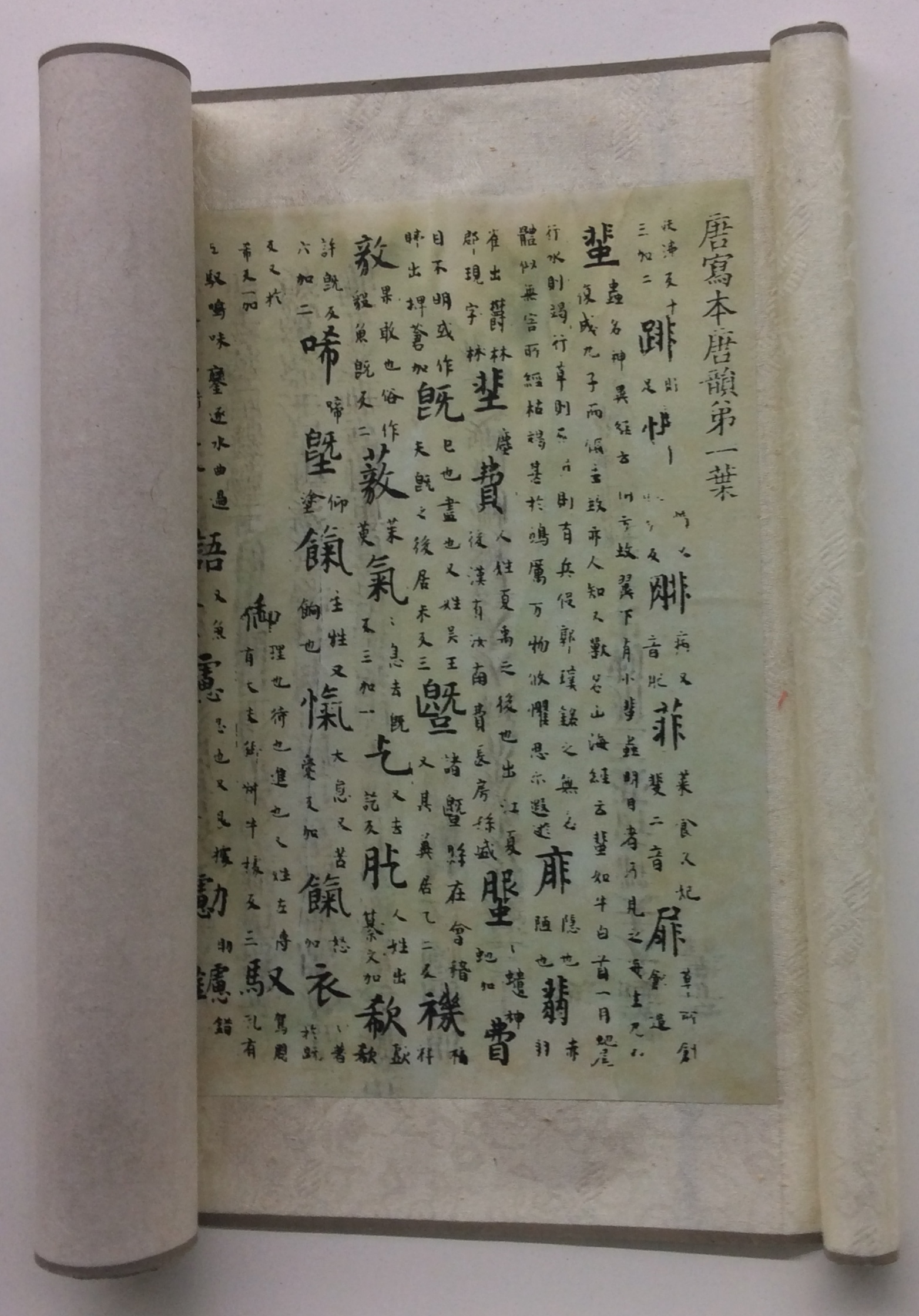
Tangyun (Auszug), ausgestellt im Chinesischen Wörterbuch-Museum in Jincheng, Provinz Shanxi

- Tangyun 唐韵 / 唐韻 Tángyùn von Sun Mian (8. Jhd.), einflussreiches Reimwörterbuch mit 206 Reimkategorien, das die mittelchinesische Phonologie strukturierte. Es wurde zur Grundlage für das Guangyun und prägte die offizielle Aussprache der Beamtenprüfungen. Ein Reimwörterbuch, das die phonetischen Standards der Tang-Dynastie (618–907) dokumentierte. Ergänzte die Systematik des Qieyun.
- Tangyun kao 唐韵考 von Ji Rongshu (1686–1764)
- Tangyun zheng 唐韵正 von Gu Yanwu (1613–1682)
- Ting Yu 于亭, Linguist, Direktor des Institute of Ancient Chinese Books and Philology an der Universität Wuhan, arbeitete am Guxun huizuan 故訓匯纂 und dem Guyin huizuan 古⾳匯纂 mit und veröffentlichte Textstudien zu Xuangyings Yiqiejing yinyi (Xuangyings Yiqiejing yinyi yanjiu ⽞應⼀切經⾳義研究).[7]
- tizhi 体制 tǐzhì Graphik. Bezeichnet die systematische Darstellung von Schriftstrukturen in der chinesischen Lexikographie. Insbesondere in Werken wie dem Shuowen jiezi 说文解字 von Xu Shen 许慎 (ca. 100 n. Chr.) wurden Schriftzeichen nach Radikalsystemen kategorisiert, um ihre grafische Logik zu erklären.
- Töne (shengdiao 声调 / 聲調 shēngdiào)
- Tondifferenzierung. Frühe Werke wie das Qieyun erfassten bereits die vier Töne des Mittelchinesischen
- Tongzhi 通志 Tōngzhì, Enzyklopädie von Zheng Qiao (1104–1162)
- Nicolas Trigault (1577–1628): Xiru ermu zi 西儒耳目资 („Hilfe für die Augen und Ohren westlicher Literaten“)
- Tung, T’ung-Ho 董同龢, siehe unter Dong Tonghe

### U
- Ulrich Unger (1930–2006), deutscher Sinologe, arbeitete an einer Verbesserung der Karlgrenschen Rekonstruktionen der Lautungen für die Klassische Periode

### V
- Vier große Meister des Shuowen: Bezieht sich auf die Qing-Gelehrten Duan Yucai (段玉裁), Wang Yun (王筠), Zhu Junsheng (朱駿聲) und Gui Fu (桂馥), die als prägende Figuren der Shuowen-Philologie gelten. Siehe unter Shuowen sida jia 说文四大家.

### W
- Thomas Francis Wade (1818–1895), britischer Diplomat und Sinologe, entwickelte ein System zur Lautumschrift des Chinesischen mit lateinischen Buchstaben, das sogenannte Wade-System (siehe unter Wade-Giles), das in Europa und Amerika weit verbreitet war, heute jedoch zunehmend durch das Hanyu Pinyin ersetzt wird.
- Wang Li 王力 Wáng Lì (1900–1986), prominenter Linguist,[8] nach ihm ist das Wang Li gu Hanyu zidian 王力古漢語字典 (Beijing: Zhonghua shuju, 2000) benannt.
- Wang Niansun 王念孙 / 王念孫 (1744–1832), unterschied 21 Reimklassen. Verfasser von Guangya shuzheng 广雅疏证/廣雅疏證 ("Guangya Annotations and Proofs")

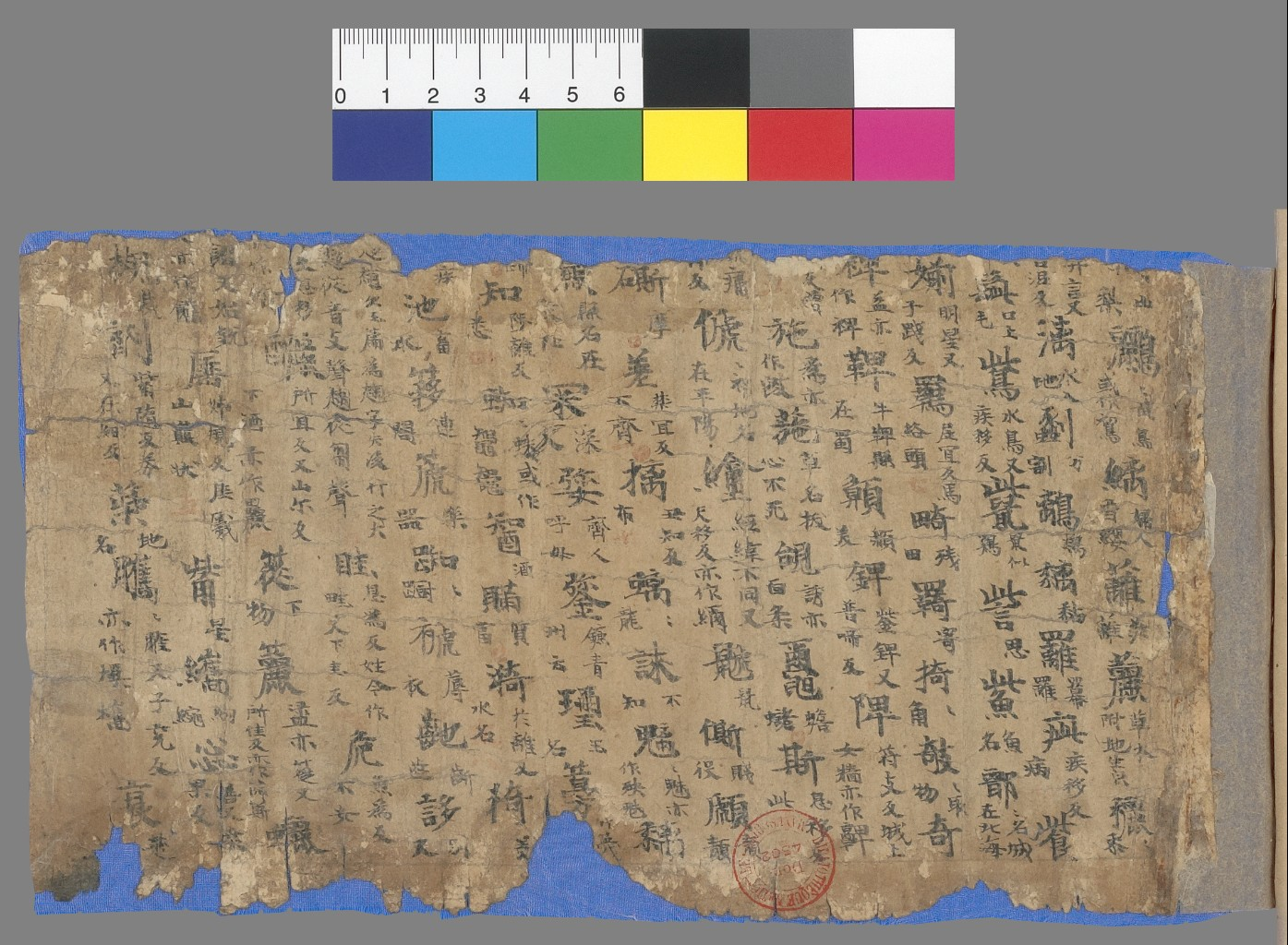
Anfang des : Kanmiu buque Qieyun 刊谬补缺切韵 (im Manuskript Pelliot chinois 2011 im Besitz der BNF)

- Wang Renxu 王仁昫 / 王仁煦 Wáng Rénxù: Kanmiu buque Qieyun 刊谬补缺切韵.
- Wang Rongbao 汪荣宝 (1878–1933): Ge ge yu yu mo gudu kao 歌戈鱼虞模古读考 (Studien zur altchinesischen Aussprache)
- Wang Shengmei 王聖美 (fl. 1076) stellte fest, dass lautliche Elemente oft zur Bedeutung von phonetischen Zusammensetzungen beitragen. Wangs These wurde von späteren Gelehrten als die „Youwen-Theorie“ (右文说 yòu wén shuō) bekannt, eine Erklärung, die sich auf die rechte Seite der phonetischen Zusammensetzung bezieht. Die Youwen-Theorie stellt einen bedeutenden Fortschritt in der Erforschung des Ursprungs phonetischer Zusammensetzungen und der Entdeckung der semantischen Funktion lautlicher Elemente dar.
- William Shi-Yuan Wang 王士元 (geb. 1933), Linguist
- Wang Wenyu 王文郁 (fl. 1227): Shuiping xinkan yunlüe 平水新刊韻略, Reimwörterbuch aus der Zeit der Jin-Dynastie (1125–1234)
- Wang Yinglin 王应麟 (1223–1296)
- Wang Yinzhi 王引之 (1766–1834) – Sohn von Wang Niansun, Fortsetzung und Systematisierung von dessen Werk.
- Wang Yun 王筠 (1784–1854): Maoshi chongyan 毛詩重言
- Wei Jiangong 魏建功: Gu yinxi yanjiu 古音系研究 (Forschungen zum Sprachlautsystem des Antikchinesischen). Zhonghua shuju, Peking 1935
- Wu Cailao 吳才老, siehe unter Wu Yu 吳棫
- Wuche yunrui 五车韵瑞 / 五車韻瑞 (Ming-Dynastie)
- Wufang yuanyin 五方元音 von Fan Tengfeng 樊腾凤 (1601–1664)
- Wuyin (五音) und Qiyin (七音), Begriffe aus der Dengyunxue (der traditionellen chinesischen Phonologie), die sich auf die Anlaute (声母, die initialen Konsonanten einer Silbe) beziehen. Sie repräsentieren Klassifizierungs- und Notationsmethoden, die von alten Gelehrten entwickelt wurden, um die Anlaute basierend auf ihren Artikulationsstellen (Aussprachepositionen im Mundraum) zu kategorisieren.
- Wuyin jiyun 五音集韵, Reimwörterbuch von Han Daozhao 韩道昭 (12. Jhd., Jin-Dynastie), unterscheidet 160 Reimklassen, basiert inhaltlich im Wesentlichen auf dem Guangyun
- Wu Yu 吴棫: Yunbu 韵补/韻補. Wu Cailao 吳才老 ist der Volljährigkeitsname von Wu Yu 吳棫(ca. 1100–1154), dem songzeitlichen Autor des Yunbu und Shangshu-Experte, einer der Pioniere der Erforschung der antiken Phonologie (Baxter 1992, 154). Der Autor war ein früher und bedeutender chinesischer Philologe und Phonologe. Im Yunbu stellte er den historischen Wandel der Aussprache der Shijing-Reime fest. Seine kritischen Studien ebneten den Weg für den Durchbruch, der mit Yan Ruoqus Studie kam.

### X
- Xia Xin 夏炘: Shi gu yun biao er shi er bu ji shuo 诗古韵表二十二部集说
- Xiandai Hanyu 现代汉语/現代漢語 Xiàndài Hànyǔ Modernes Chinesisch

Shisan zhe (十三辙) – „Dreizehn Reimfamilien“ (Pekinger Reimsystem)
Zhonghua xinyun (中华新韵) – „Neues Reimsystem Chinas“
- Xiandai yuyinxue 现代语音学 Xiàndài yǔyīn xué Moderne Phonetik - Integriert westliche Methoden wie spektrographische Analysen. Yuen Ren Chao (赵元任, Zhào Yuánrèn, 1892–1982) prägte die Tonnotation mittels Zahlen (z. B. ma¹, ma²) und erforschte die Prosodie des Chinesischen
- xiesheng 谐声/諧聲 xiéshēng Phonetikum-plus-Semantikum-Schriftzeichen, bei denen eine Komponente die Aussprache anzeigt (z. B. 媽 mā mit dem Phonetikum 馬 mǎ). Wurde von Qian Daxin (1728–1804) und Zhang Binglin (1868–1936) erforscht
- Xilin 希麟: Yiqiejing yinyi 一切经音义 (phonetische Studien buddhistischer Sutren). Das von dem buddhistischen Mönch Xilin aus der Zeit der Liao-Dynastie verfasste Yiqiejing yinyi bzw. „Xilin yinyi“ 希麟音义 umfasst 10 juan (987).
- xingrongci 形容词 xíngróngcí (Adjektiv; qualifizierendes Eigenschaftswort) Adjektive, die in klassischen Texten wie dem Shijing (诗经, Shījīng) und Chuci (楚辞, Chǔcí) häufig durch Reduplikation betont wurden. Wang Yun (王筠, Wáng Yún, 1784–1854) analysierte dies in Maoshi chongyan (毛詩重言, Máoshī chóngyán), einem Werk zur Wiederholungsstilistik im Buch der Lieder (Shijing).
- Xiong Penglai 熊朋來,  Xióng Pénglái (1246–1323), Shijing pu 詩經譜
- Xiong Zhong 熊忠 (13. Jhd.): Gujin yunhui juyao 古今韵会举要 (historische und moderne Reimvergleiche)
- Xiru ermu zi 西儒耳目资 („Hilfe für die Augen und Ohren westlicher Literaten“) von Nicolas Trigault (1577–1628)
- Xizi qiji 西字奇迹 („Das Wunder der westlichen Buchstaben“) von Matteo Ricci (1552–1610)
- Xu Shen 许慎 / 許慎 Xǔ Shèn (um 100 n. Chr.), siehe unter Shuowen jiezi
- Xuanying 玄应 (Tang-Dynastie): Yiqiejing yinyi 一切经音义 (phonetische Studien buddhistischer Sutren) bzw. „Xuanying yinyi“ 玄应音义, dessen Bedeutung im Gebrauch von xungu oder verlorenen Büchern liegt. – Siehe auch Huilin 慧琳 (737–820) und Xilin 希麟 (10. Jhd.).
- Xue Xun 薛珣, erstellte eine Ausgabe des Qieyun
- xungu 训诂/訓詁 xùngǔ (1) Kommentar zu einem antiken Text; Exegese (2) die Erklärung der Bedeutung von Wörtern, wie sie in den Klassikern zu finden ist (John DeFrancis)
- xunguxue 训诂学 xùngǔxué Idiomatik (Philologie/Textkritik; Studium klassischer Idiome / Exegese chinesischer Klassiker). Die philologische Disziplin der Textauslegung und Erklärung klassischer Idiome. Yang Xiong (53 v. Chr.–18 n. Chr.) prägte diese Methode in seinem Werk Fangyan (方言, Fāngyán), das dialektale Ausdrücke und ihre historischen Bedeutungen dokumentiert.
- Xu Xiao 徐孝 (1573–1619): Zhongding Sima Wen gong Dengyun tujing 重订司马温公等韵图经, siehe unter Dengyun tujing
- Xunzi 荀子 (Buch)

### Y
- Yang Shen 杨慎 / 楊慎 Yáng Shèn (1488–1559)
- Yang Shuda 杨树达 (1885–1956): Ciquan 词诠 (Zhonghua shuju, 1954)
- Yang Xiong 揚雄 Yáng Xióng (53 v. u. Z.–18 u. Z.): Fangyan 方言
- Yan Kejun 严可均/嚴可均 (1762–1843): Shuowen shenglei 说文声类/說文聲類
- Yanshi jiaxun 颜氏家训 „Familieninstruktionen für den Yan-Clan“ von Yan Zhitui (531–591). Mit einem Abschnitt (pian 篇): Yinci 音辞/音辭 (enthält phonetische Analysen). Zitat: „南染吴越，北杂夷虏“ („Im Süden ist die Sprache mit jener von Wu und Yue, im Norden mit der der Steppenvölker vermischt.“)
- Yan Zhitui 颜之推 / 顏之推 (531–591): Yanshi jiaxun 颜氏家训 „Familieninstruktionen für den Yan-Clan“ (mit dem Abschnitt: Yinci 音辞, der phonetische Analysen enthält)
- Yao Wentian 姚文田 (1758–1827): Shuowen shengxi 說文聲系
- Yayun shiyi 押韻釋疑 (kurz für: Zengxiu jiaozheng 增修校正押韻釋疑) von Ouyan Delong 歐陽德隆, erweitert von Guo Shouzheng
- Yijing 易經 / 易经,  Yìjīng (Buch der Wandlungen)
- yinbian yu fangyan 音变与方言,  yīnbiàn yǔ fāngyán Lautwandel und Dialekte - Die regionale Vielfalt der chinesischen Dialekte (z. B. Kantonesisch, Min, Wu) spiegelt historische Lautentwicklungen wider. Studien vergleichen Dialektlaute mit rekonstruierten mittel- und altchinesischen Systemen, um Sprachwandel zu erklären. Beispiel: Die Erhaltung alter Konsonantencluster im Kantonesischen (z. B. Guangdonghua 廣東話 vs. Putonghua 普通话)
- Yinlun 音論 / 音论,  Yīnlùn von Gu Yanwu aus Kunshan ist ein kleines Werk von einigem Wert, das zu Beginn der Qing-Dynastie veröffentlicht wurde. Es enthält neben einer Analyse von drei alten Aussprachewörterbüchern eine Reihe von Abhandlungen über die Lautgeschichte (Alexander Wylie, S. 12).
- Yin Shifu 陰時夫 (Yuan-Dynastie), seine Enzyklopädie Yunfu qunyu 韻府群玉 nannte die 106-Reimgruppen-Version zunächst pingshui yun (平水韻,  píngshǔi yùn).
- Yinxue wushu 音学五书 / 音學五書 von Gu Yanwu (1613–1682)
- Yinyun 音韵 Yīnyùn von Zhou Siyan 周思言
- Yinyun chanwei 音韻闡微 Yīnyùn chǎnwēi (1728), zusammengestellt von Li Guangdi 李光地 Lǐ Guāngdì (1642–1718), Wang Lansheng 王蘭生 Wáng Lánshēng (1679–1736) und Xu Yuanmeng 徐元夢 Xú Yuánmèng (1655–1741). Das Werk folgte der früheren Reimtradition der Song- und Yuan-Zeit, wie zum Beispiel dem Pingshui yun 平水韻 Píngshuǐ yùn (ca. 1223) und dem Yunhui juyao 韻會舉要 Yùnhuì jǔyào (1297). (Zhongwei Shen: A Phonological History of Chinese, S. 366)
- yinyunxue 音韵学/音韻學 yīnyùnxué Phonetik (Phonologie; Laut- und Reimstudien) Oberbegriff für die Erforschung historischer Lautsysteme, eng verbunden mit der Rekonstruktion des Altchinesischen (上古音, Shànggǔ yīn) und Mittelchinesischen (中古音, Zhōnggǔ yīn). Schlüsselwerke wie das Qieyun und Guangyun dienten als Grundlage für die systematische Klassifizierung von Tönen und Reimen.
- Yiqiejing yinyi 一切经音义/一切經音義 (phonetische Studien buddhistischer Sutren), siehe unter Xuanying 玄应 (Tang-Dynastie): Xuanying yinyi 玄应音义, Huilin 慧琳 (737–820): Huilin yinyi 慧琳音义 und Xilin 希麟 (10. Jhd., Liao-Dynastie): Xilin yinyi 希麟音义 (bzw. Xu yiqiejing yinyi 續一切經音義)
- Yiyin 易音 von Gu Yanwu (1613–1682), Lautanalyse des Buches der Wandlungen (Yijing) von Gu Yanwu (1613–1682)
- yousheng 有声 phonetische Elemente in Schriftzeichen (z. B. 聲符 shēngfú)

Duan Yucai (1735–1815) gruppierte 1521 phonetische Komponenten in 17 Klassen.
Zhu Junsheng (1788–1858) systematisierte 1137 Elemente in einem Shuowen tongxun dingsheng (说文通训定声).
- you wen shuo 右文说/右文說 yòu wén shuō Youwen-Theorie, siehe unter Wang Shengmei 王聖美
- Yuan Tingjian 元庭坚: Yunying 韵英
- Yuding Peiwen yunfu 御定佩文韻府 (nach Reimen angeordneter Thesaurus), siehe unter Peiwen yunfu
- yun 韵 / 韻 yùn, das Zeichen steht für Reim bzw. den Silbenauslaut (es ist Bestandteil verschiedener Buchtitel)
- yunbu 韵部 / 韻部 yùnbù Reimkategorie/Reimklasse
- Yunbu 韵補/韻補 Yùnbǔ. Ein Laut- und Reimbuch, verfasst von Wu Yu aus der Song-Dynastie. Fünf Bände. Es wird vor allem als der früheste Versuch gewertet, die Theorie der alten Lautung zu erforschen. Alexander Wylie merkt zu dem Werk an, dass gesagt werde, dass es eine sehr fehlerhafte Produktion sei.
- Yunbu zheng 韻補正 von Gu Yanwu (1613–1682), der Korrektur von Fehlern im Yunbu 韻補 gewidmet.
- Yunfa zhitu 韵法直图 (1612) im Anhang des Zihui von Mei Yingzuo
- Yunfu qunyu 韻府群玉 (Yuan-Dynastie), Enzyklopädie von Yin Shifu 陰時夫
- Yunhui (韵会/韻會 Yùnhuì), aus dem Jahr 1292 der Yuan-Dynastie, herausgegeben von Huang Gongshao 黃公紹. Es kombinierte Reimklassifikation mit semantischen Erklärungen und berücksichtigte Einflüsse der nordchinesischen Umgangssprache. Es überbrückte mittelalterliche und frühneuzeitliche Phonologie.
- Yunhui juyao 韵会举要, kurz für: Gujin yunhui juyao 古今韵会举要 / 古今韻會舉要 Gǔjīn yùnhuì jǔyào, siehe dort
- Yunjing 韵镜/韻鏡 Yùnjìng „Spiegel der Reime“. Aus dem 12. Jahrhundert (Song-Dynastie). Die älteste vollständig erhaltene Reimtafel, die Silben nach Anlauten, Reimgruppen, Tönen und weiteren Merkmalen tabellarisch darstellt. Sie analysiert das Qieyun-System und führt Kategorien wie „offen“ (開) und „geschlossen“ (合) sowie „innere“ (內) und „äußere“ (外) Reimklassen ein. Es ist ein Schlüsselwerk für die Interpretation der Qieyun-Phonologie und die Entwicklung des „Spätmittelchinesischen“ (Late Middle Chinese).
- Yunjing 韵镜 und Qiyin lüe 七音略: frühe Silbentabellen (Dengyun-Tafeln, Autor unbekannt).
- Yunlüe 韵略/韻略 – „Reimabriss“ (Song-Dynastie)
- Yunlüe yitong 韵略易通/韻略易通 (1442) von Lan Mao (1397–1476), Vorwort datiert auf das Jahr 1442.
- yunshu 韵书 / 韻書 yùnshū Reimwörterbuch; Reimbuch. Bezeichnet ein Werk, in dem die Schriftzeichen nach ihrer Aussprache geordnet sind und ihre Laute und Bedeutungen erklärt werden. Ihre Hauptfunktion besteht darin, die korrekte Aussprache chinesischer Schriftzeichen zu unterscheiden und zu spezifizieren. Für Menschen, die Gedichte verfassen, dienen sie sowohl als Wörterbuch als auch als Reimwörterbuch.
- yuntu 韵图[韻圖] yùntú Reimtafel; Reimtabelle. Ab der Tang-Dynastie inspiriert von buddhistischen Sanskrit-Studien. Tabellarische Darstellungen, die Silben nach Anlauten, Reimgruppen, Tönen und „Divisionen“ (等 děng) strukturieren. Sie dienten dazu, die komplexe Phonologie des Qieyun systematisch abzubilden.
- Yupian 玉篇 Yùpiān, ein von Gu Yewang 顧野王 (519–581) während der Liang-Dynastie, herausgegebenes chinesisches Wörterbuch (542 Radikale)
- Yuyanxue luncong 语言学论丛, ein Sammelband mit lautgeschichtlichen Artikeln von Lin Yutang
- Yuyan zi’er ji 语言自迩集, siehe Thomas Francis Wade: Yü-yen Tzŭ-erh Chi 語言自邇集, a Progressive Course Designed to Assist the Student of Colloquial Chinese (ein maßgebliches Lehrbuch für die Pekinger Umgangssprache der damaligen Zeit)
- Yu yaoshi chinesisch 玉鑰匙, Pinyin Yù yàoshi „Jadeschlüssel“
- Yu Yue 俞樾 (1821–1907), Philologe in der Spätzeit der Qing-Dynastie

Gushu yiyi juli 古书疑义举例 / 古書疑義舉例 u. a.

### Z
- Zengyun 增韵 Zēngyùn, siehe unter Zengxiu huzhu Libu yunlüe 增修互注礼部韵略 (1162)
- Zengxiu huzhu libu yunlüe 增修互注礼部韵略 / 增修互注禮部韻略, kurz: Zengyun 增韵 / 增韻, von Mao Huang 毛晃 (Ausgabe Siku quanshu 四库全书) – Das Libu yunlüe 礼部韵略 wurde überarbeitet und kommentiert von dem Gelehrten Mao Huang 毛晃 aus der Zeit der Südlichen Song-Dynastie und von seinem Sohn Mao Juzheng 毛居正 in einer textkritischen Ausgabe unter dem Titel Zengxiu huzhu Libu yunlüe gedruckt (1162 dem Kaiserhof vorgelegt).
- Zeng Yunqian 曾运乾 / 曾運亁 (1884–1945): Yumu gudu kao 喻母古读考 (Alte Aussprache des Anlauts yu)
- Zhang Binglin 章炳麟 Zhāng Bǐnglín (1869–1936): Guogu lunheng 国故论衡 (kritische Analysen zur Phonologie)
- Zhang Chengsun 张成孙 (1789–?) Qing-Gelehrter
- Zhang Jian 张戬: Kaosheng Qieyun 考声切韵
- Zhangsun Nayan 長孫訥言 (fl. 676–679), versah um 676 das Qieyun mit Anmerkungen
- Zhang Taiyan (章太炎), siehe unter Zhang Binglin (章炳麟)
- Zhang Xuecheng 章学诚/章學誠 (1738–1801) – Sprachphilosophie und historisches Denken
- Zhang Yi 张揖 / 張揖 (Zeit der Drei Reiche), Herausgeber des Guangya 广雅/廣雅.
- Zheng Qiao 郑樵/鄭樵 Zhèng Qiáo (1104–1162), Autor der Enzyklopädie Tongzhi 通志 Tōngzhì, die phonetische Analysen und Kritik an traditionellen Reimklassifikationen enthielt (siehe auch Qiyin lüe 七音略 Qīyīn lüè).
- Zheng Xiang 鄭庠 (Song-Dynastie), Verfasser des Guyin bian 古音辨 Gǔyīn biàn ('Unterscheidungen in antiken Sprachlauten')
- Zheng Xuan 鄭玄 / 郑玄 Zhèng Xuán (127–200), Kommentator und konfuzianischer Gelehrter der Zeit der Han-Dynastie, seine gesammelten Werke sind unter dem Titel Zheng Kangcheng ji 郑康成集 in der Sammlung Han Wei Liuchao mingjia ji chuke 汉魏六朝名家集初刻 enthalten.
- zhengyin 正音 zhèngyīn Standardaussprache
- Zhengyin juhua 正音咀華 (1836) von Sha Yizun 莎彝尊 (Qing-Dynastie)
- Zhenggyun 正韻 / 正韵,  zhèngyùn, kurz für Hongwu zhengyun 洪武正韵 (Ming-amtliches Reimlexikon) von Le Shaofeng 乐韶凤 u. a. (14. Jhd.)
- Zhengzhang Shangfang 郑祥芳 (1933–2018), Linguist, bekannt für seine Rekonstruktion des Altchinesischen (The Phonological system of Old Chinese)
- zhiyin 直音 zhíyīn Angabe der Aussprache eines Zeichens durch Anführung eines anderen Zeichens
- Zhongguo yuyanxue yaoji jieti 中国语言学要籍解题,  Zhōngguó yǔyánxué yàojí jiětí „Grundlegende Werke der chinesischen Linguistik“
- Zhonggu Hanyu 中ਔ漢語 / 中古汉语,  Zhōnggǔ Hànyǔ – Mittelchinesisch (Buchtitel mit ungefähren Übersetzungen):

Sui-Dynastie (隋, Sui)
Qieyun (切韻, 601 n. Chr.) – Reimbuch
Tang-Dynastie (唐, Tang)
Kanmiu buque Qieyun (刊謬補缺切韻) – „Korrigierte und ergänzte Qieyun“
Tangyun (唐韻) – „Tang-Reimbuch“
Guang Tangyun (廣唐韻) – „Erweitertes Tang-Reimbuch“
Yunquan (韻詮) – „Reim-Erklärungen“
Song-Dynastie (宋, Song)
Guangyun (廣韻, 1008) – „Erweitertes Reimbuch“
Yunlüe (韻略) – „Reimabriss“
Libu yunlüe (禮部韻略, 1037) – „Reimabriss des Ritenministeriums“
Jiyun (集韻, 1039) – „Gesammelte Reime“
Yunjing (韻鏡, 1161) – „Reimspiegel“
Wuyin jiyun (五音集韻, 1212) – „Fünf-Klänge-Reimsammlung“
Pingshui yun (平水韻, 1223) – „Pingshui-Reimschema“
Xinkan yunlüe (新刊韻略, 1252) – „Neuherausgegebener Reimabriss“
Qiyin lüe (七音略) – „Abriss der sieben Klänge“ (siehe auch unter Wuyin)
Sisheng dengzi (四聲等子) – „Die vier Töne und Lautklassen“
Qieyun zhizhangtu (切韻指掌圖) – „Qieyun-Diagramm zur Lautklassifikation“
- Zhonggu yin 中古音 Zhōnggǔ yīn Mittelchinesische Phonologie, rekonstruiert die Laute der Sui- bis Song-Dynastie (6.–13. Jhd.). Das Qieyun (切韵, Qièyùn), ein Reimwörterbuch aus dem Jahr 601, ist die zentrale Quelle. Es unterteilt Laute in Anlaut (声母, shēngmǔ), Auslaut (韵母, yùnmǔ) und Ton (声调, shēngdiào). Die Forschung dazu wurde von Gelehrten wie Bernhard Karlgren modernisiert, der die Rekonstruktion mit vergleichender Linguistik verband.
- Zhongyuanyin 中原音 Zhōngyuányīn Nördliche Aussprache, die im Yuan-Drama verwendet wird
- Zhongyuan yinyun (中原音韵/中原音韻, Zhōngyuán yīnyùn „Reime der Zentralebene“). 1324 (Yuan-Dynastie) von Zhou Deqing (周德清). Erstes Reimwerk, das die Mandarin-Phonologie der Yuan-Zeit erfasste, wie sie auch im Yuan-Drama verwendet wird. Es bewahrt eine vollständige und systematische Aufzeichnung der nordchinesischen Aussprache und ist ein wichtiges Material für die moderne chinesische Sprachforschung geworden. Es reduzierte die Töne auf vier Kategorien und vereinfachte die Reimstruktur. Das Werk stellt eine Schlüsselquelle für die Entwicklung des modernen Hochchinesischen dar. (Zu Menggu ziyun und Zhongyuan yinyun, siehe Zhongwei Shen [沈鍾偉]: A Phonological History of Chinese, Kap. 6 und 7.)
- Zhongzhou yuefu yinyun leibian 中州樂府音韻類編 von Zhuo Congzhi 卓從之, auch Beiqiong yunlei 北腔韻類 genannt (1351)
- Zhou Deqing 周德清 (1277–1365), verfasste das Zhongyuan yinyun 中原音韻 (1324), das erste Reimwörterbuch für die gesprochene Sprache (nicht das klassische Chinesisch). Dokumentierte den Übergang vom Mittelchinesischen zum frühen Mandarin.

Zhongyuan yinyun 中原音韵 (basierend auf Yuan-zeitlicher Umgangssprache)
- Zhou Fagao 周法高 Zhōu Fǎgāo (1915–1994), Linguist. Sein Aussprachewörterbuch (Pronouncing Dictionary, 1973) der chinesischen Schriftzeichen in archaischem und altem Chinesisch, Mandarin und Kantonesisch enthält phonetische Rekonstruktionen für einzelne Graphen für das Archaic Chinese (Zhou-Dynastie) und das Ancient Chinese (600 n. Chr.) zusammen mit der Aussprache von Mandarin und Kantonesisch, wofür es Rekonstruktionen von Dong Tonghe bzw. Bernhard Karlgren und Zhou Fagao wiedergibt.
- Zhou Yanlun 周彥倫, i.e. Zhou Yong 周顒 (?–?, fl. 479–502), gilt zusammen mit Shen Yue als Urheber der „Vier Töne“.
- Zhongzhou yinyun (中州音韻Zhōngzhōu yīnyùn), Ming-Dynastie
- Zhou Youguang 周有光 Zhōu Yǒuguāng (1906–2017), entwickelte das Pinyin, das derzeit übliche Transkription des Chinesischen in Lateinschrift.
- Zhu Junsheng 朱骏声 / 朱駿聲 Zhū Jùnshēng (1788–1858): Shuowen tongxun dingsheng 说文通训定声. Zhu Junsheng ordnete die Schriftzeichen darin „nach den phonetischen Elementen, die sich aus dem Aufbau der Zeichen ergeben“ (A. v. Rosthorn, 1942, S. 21). Zhu hat 1137 solcher phonetischer Zeichen festgestellt und sie in 18 Gruppen eingeteilt.
- Zhu Shang 祝尚, erstellte eine Ausgabe des Qieyun
- Zhuangzi 莊子 / 庄子 Zhuāngzǐ (Buch)
- Zhuo Congzhi 卓从之: Zhongzhou yuefu yinyue leibian 中州乐府音韵类编
- Zihui 字汇 von Mei Yingzuo 梅膺祚
- Zisheng gangmu 字声纲目 / 字聲綱目 (Tzǔ-sheng kang-mu), siehe unter Joseph-Marie Callery (Systema phoneticum scripturae Sinicae).
- Zong Fubang 宗福邦 (geb. 1936); Linguist, Universität Wuhan

Zahlen (Beispiele - in Auswahl)
- 6 Reimklassen werden von Zheng Xiang unterschieden
- 13 Reimfamilien Shisan zhe 十三辙 (Pekinger Reimsystem)
- 19 Reimgruppen im Zhongyuan yinyun (中原音韻)
- 21 Reimklassen (bzw. 22 Reimgruppen) werden von Wang Niansun unterschieden
- 23 Reimklassen werden von Zhang Binglin unterschieden.
- 28 Reimklassen werden von Huang Kan unterschieden.
- 36 Anlaute (Sanshiliu zimu (三十六字母) von Shouwen)
- 76 Reimklassen werden im Hongwu zhengyun (1375) unterschieden
- 106 Reimgruppen (von Yin Shifu, auch im Peiwen yunfu verwendet) – s. a. pingshuiyun 平水韵
- 160 Reimklassen werden im Wuyin jiyun unterschieden
- 193 Reimgruppen in der Ausgabe des Qieyun von Lu Fayan verwendete Einteilung der Wörter
- 195 Reimgruppen in der Ausgabe des Qieyun von Zhangsun Nayan
- 206 Reimgruppen in der Ausgabe des Qieyun von Li Zhou (das Guangyun hat die 206 Reimgruppen des Tangyun übernommen. - A. v. Rosthorn, S. 47)
- 206 Reime, eingeteilt in 17 Klassen (aufgrund der Reime des Shijing) in dem der Ausgabe des Shuowen von Duan Yucai angehängten Liushu yinjun biao
- 214 traditionelle Radikale des Kangxi-Wörterbuchs
- 540 Klassenzeichen nach dem das Shuowen den gesamten Wortschatz geordnet hat
- 542 Radikale des Yupian 玉篇
- 1137 phonetische Elemente im Shuowen tongxun dingsheng von Zhu Junsheng
- 1521 phonetische Elemente, in 17 Klassen gruppiert von Duan Yucai
- 53525 Schriftzeichen in der Wörtersammlung des Jiyun